# Макурия
Макури́я, Муку́рра (предпол. древненуб. ⲇⲱⲧⲁⲩⲟ, греч. Μακουρία, араб. مقرة‎) — древнеафриканское христианское (монофизитское) государство, располагавшееся на территории современного Северного Судана и Южного Египта. Относится к группе нубийских государств, возникших в бассейне Нила спустя несколько веков после падения царства Куш.
Макурия занимала территорию от третьего до пятого или шестого порога Нила. Столицей Макурии был город Донгола (находился в 80 км от ныне существующего суданского города Донгола).
В VI веке Макурия приняла христианство, однако в VII веке, после исламского завоевания Египта, оказалась отрезана от остального христианского мира. Вторжение арабов в 651 году окончилось неудачей и нубийские государства сохранили независимость примерно до XIV века. При этом в период с 750 по 1150 годы между Макурией и Египтом сохранялся мир. Макурия расширилась, присоединив своего северного соседа Нобатию в VII веке, а также сохранив тесные династические связи с царством Алва на юге. Период с IX по XI век стал пиком культурного развития Макурии: были возведены новые монументальные здания, процветали такие виды искусства, как настенная живопись и тонко обработанная и украшенная керамика, а нубийский язык стал преобладающим письменным языком.
Усиление агрессии со стороны Египта, внутренние раздоры, набеги бедуинов и, возможно, чума и изменение торговых путей привели к упадку государства в XIII и XIV веках. 
Из-за гражданской войны в 1365 году царство потеряло большую часть своих южных территорий, включая Донголу. 
Государство исчезло к 1560-м годам, когда османы заняли нижнюю Нубию. 
Впоследствии Нубия была исламизирована, а нубийцы, жившие выше по течению от Эль-Деббы и в Кордофане, были ещё и арабизированы.

## История

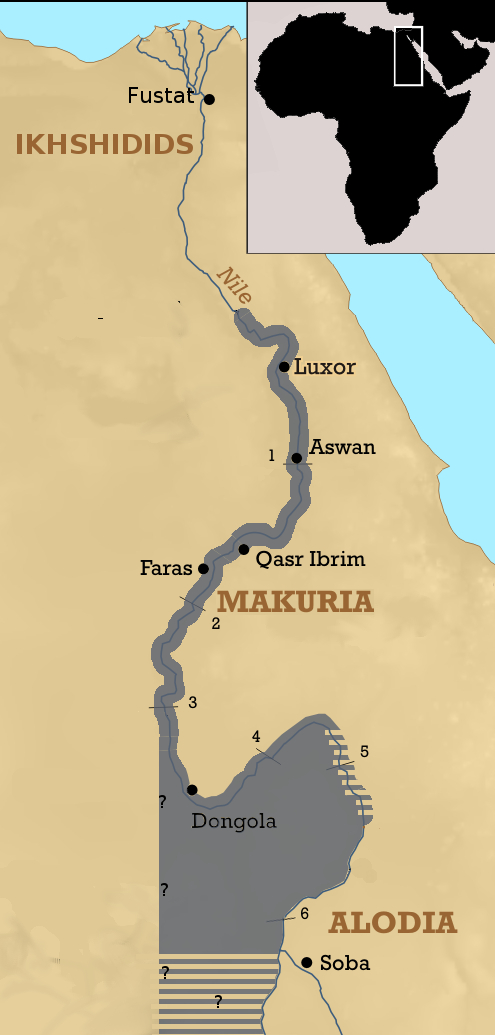
Предполагаемая граница Макурии в X веке

Макурия гораздо лучше известна, чем соседняя Алва (Алодия) на юге, но существует всё ещё много пробелов в знаниях об этой стране. Самый важный источник для истории области — различные арабские путешественники и историки, которые прошли через Нубию в течение этого периода. Эти сообщения часто проблематичны, так как многие арабские писатели были предвзяты по отношению к своим христианским соседям. Эти работы в основном посвящены только военным конфликтам между Египтом и Нубией. Исключением является Ибн Селим Эль-Асвани, египетский дипломат, который отправился в Донголу, когда Мукурра находилась на пике своего могущества в X-м веке и оставил подробный отчет о своей поездке.

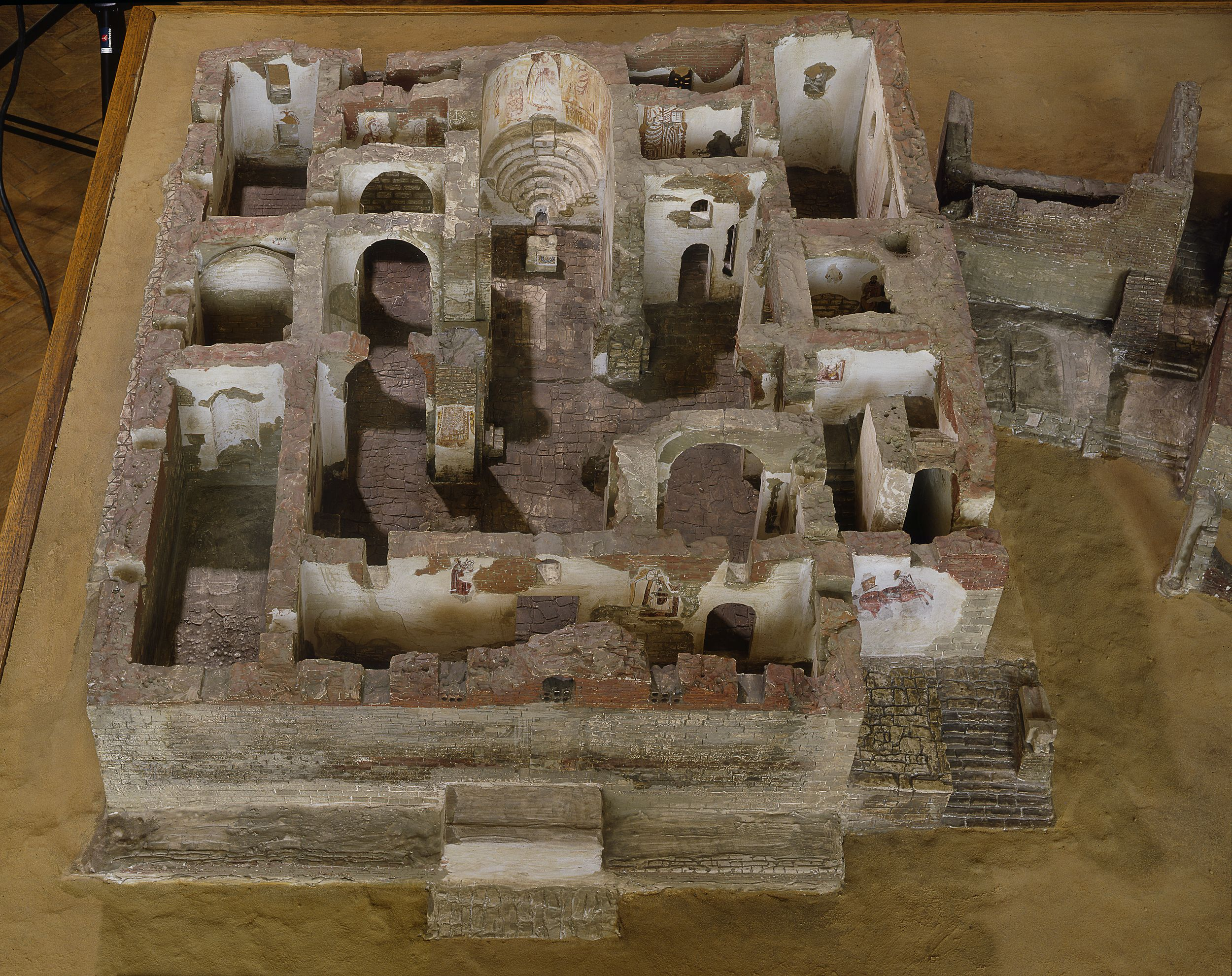
Модель Фарасского собора при его раскопках в начале 1960-х гг. открытие церкви и её великолепные картины произвели революцию в знаниях о христианской Нубии

Нубийцы были довольно грамотным обществом, и от этого периода сохранилось довольно много письменных источников. Эти документы были написаны на древненубийском языке в единственном разнообразии греческого алфавита, дополненном некоторыми коптскими символами и некоторыми символами, уникальными для нубийцев. Написанные на языке, тесно связанном с современным нубийским языком, эти документы уже давно расшифрованы. Однако подавляющее большинство из них представляют собой труды, касающиеся религии или юридических документов, которые мало полезны историкам. Самая большая известная коллекция, найденная в Каср-Ибриме, действительно содержит некоторые ценные правительственные документы.
Строительство Асуанской плотины в 1964 году грозило затопить то, что когда-то было северной половиной Мукурры. В 1960 году ЮНЕСКО предприняла огромные усилия, чтобы сделать как можно больше археологических работ, прежде чем произошло затопление. В течение следующих нескольких лет тысячи экспертов были привезены со всего мира. Некоторые из наиболее важных мукуррийских объектов были город Фарас и его собор, раскопанные командой из Польши; британцы работали в Каср-Ибриме; также Университет Ганы работал в городе Дебейра-Вест, который дал важную информацию о повседневной жизни в средневековой Нубии. Все эти места находятся там, где когда-то была Нобатия; единственным крупным археологическим объектом в самой Мукурре является частичное исследование столицы Старой Донголы.

### Ранний период (V—VIII век)

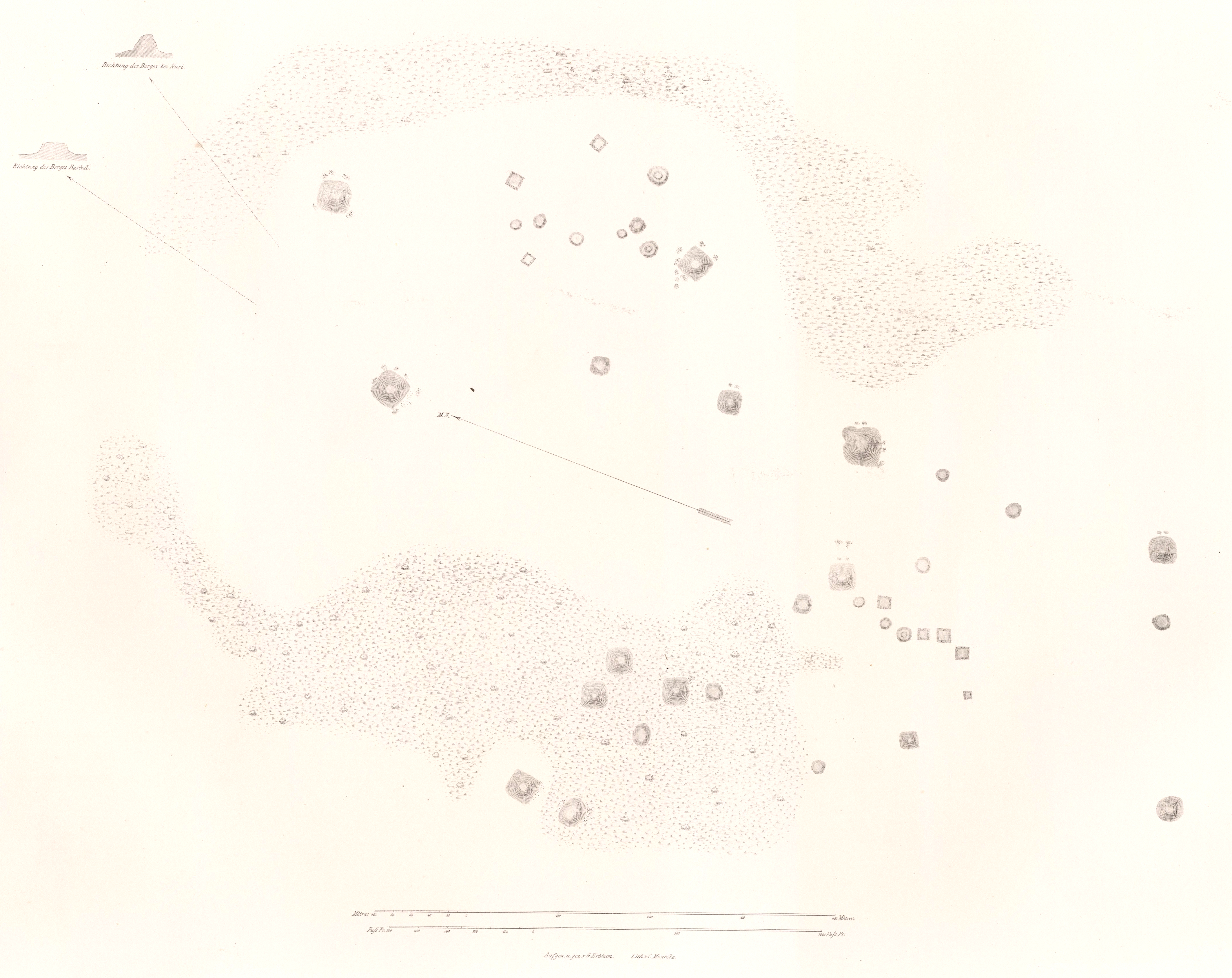
План местности в XIX веке из курганов Танкаси (конец III — первая половина VI века). С тех пор там было отмечено много новых курганов, хотя большинство из них всё ещё ждут раскопок.

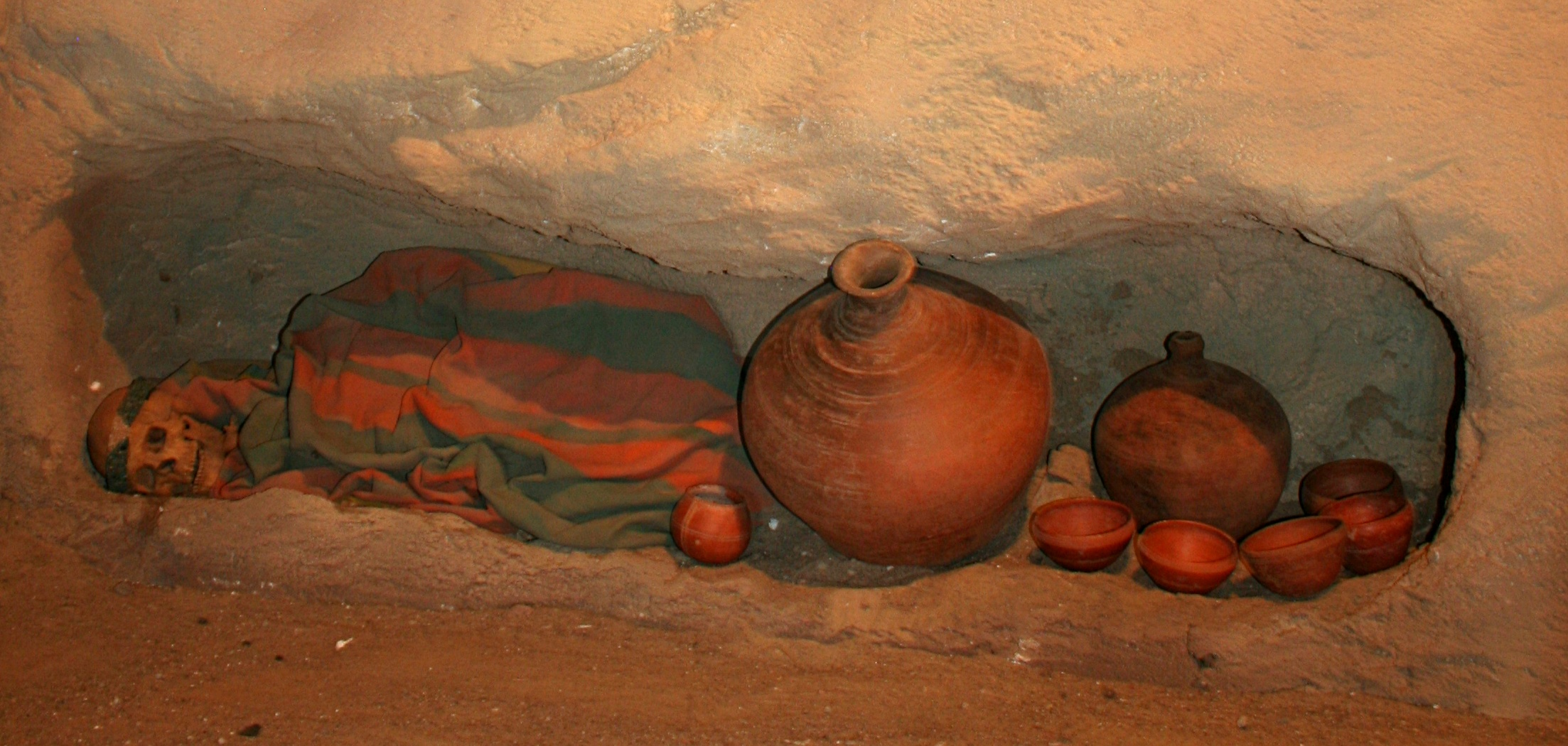
Захоронение в кургане некрополя Кассингер-Бахри (вторая половина IV-го века-начало VI-го века)

К началу IV-го века, если не раньше, царство Куш со столицей в Мероэ рушилось. Предполагается, что регион, который впоследствии будет представлять собой Мукурру, то есть долину Нила между третьим нильским порогом и великим нильским четвертым/пятым порогом, отделился от Куша уже в III-м веке. Здесь развивалась гомогенная и относительно изолированная культура, получившая название «пре-Мукурра». В течение IV-го и V-го веков область Напата, расположенная рядом с четвёртым порогом и ранее являвшаяся одним из важнейших политических и священных мест Куша, служила центром новой региональной элиты, погребённой в больших курганах, подобных тем, что находятся в Эль-Зуме или Танкаси. Произошёл значительный рост населения, сопровождаемый социальными преобразованиями, что привело к поглощению кушитов нубийцами, людьми, пришедшими из Кордофана, которые поселились в долине Нила в IV-м веке. Таким образом, новое мукуррское общество и государство появились к V-му веку. В конце V-го века один из первых мукуррских царей переместил центр всё ещё развивающегося царства из Напаты дальше вниз по течению, где была основана крепость Донгола, новая резиденция царского двора, которая вскоре развила обширный городской округ. Ещё много крепостей было построено вдоль берегов Нила, вероятно, не для военных целей, а для содействия урбанизации.
Уже во времена перенесения столицы в Донголу поддерживались контакты с Римской империей. В 530-х годах ромеи при императоре Юстиниане проводили политику экспансии. Нубийцы были частью его плана завоевать союзников против сасанидских персов, обратив их в христианство, главную веру ромеев. Императорский двор, однако, разделился на две части, веря в две различные природы Христа: Юстиниан был диофизитом, сторонником официального направления империи, в то время как его жена Феодора была миафизиткой, чьи позиции были сильны в Египте. Иоанн Эфесский описал, как две конкурирующие миссии были отправлены в Нубию, причем миафизит прибыл первым в cеверное царство Нобатия и обратил его в христианство в 543 году. В то же время нобатский царь отказался от миссии Юстиниана, которая отправилась дальше на юг археологические записи могут предположить, что Мукурра была крещена ещё в первой половине VI-го века. Летописец Иоанн Бикларийский писал, что примерно в 568 году Мукурра «приняла веру Христову». В 573 году мукуррская делегация прибыла в Константинополь, предлагая слоновую кость и жирафа и заявляя о своих хороших отношениях с ромеями. В отличие от Нобатии на севере (с которой Мукурра враждовала) и Алвой на юге Мукурры, также принявшей диофизитство. Ранняя церковная архитектура в Донголе подтверждает тесные отношения, поддерживавшиеся с империей, торговля между двумя государствами процветала.

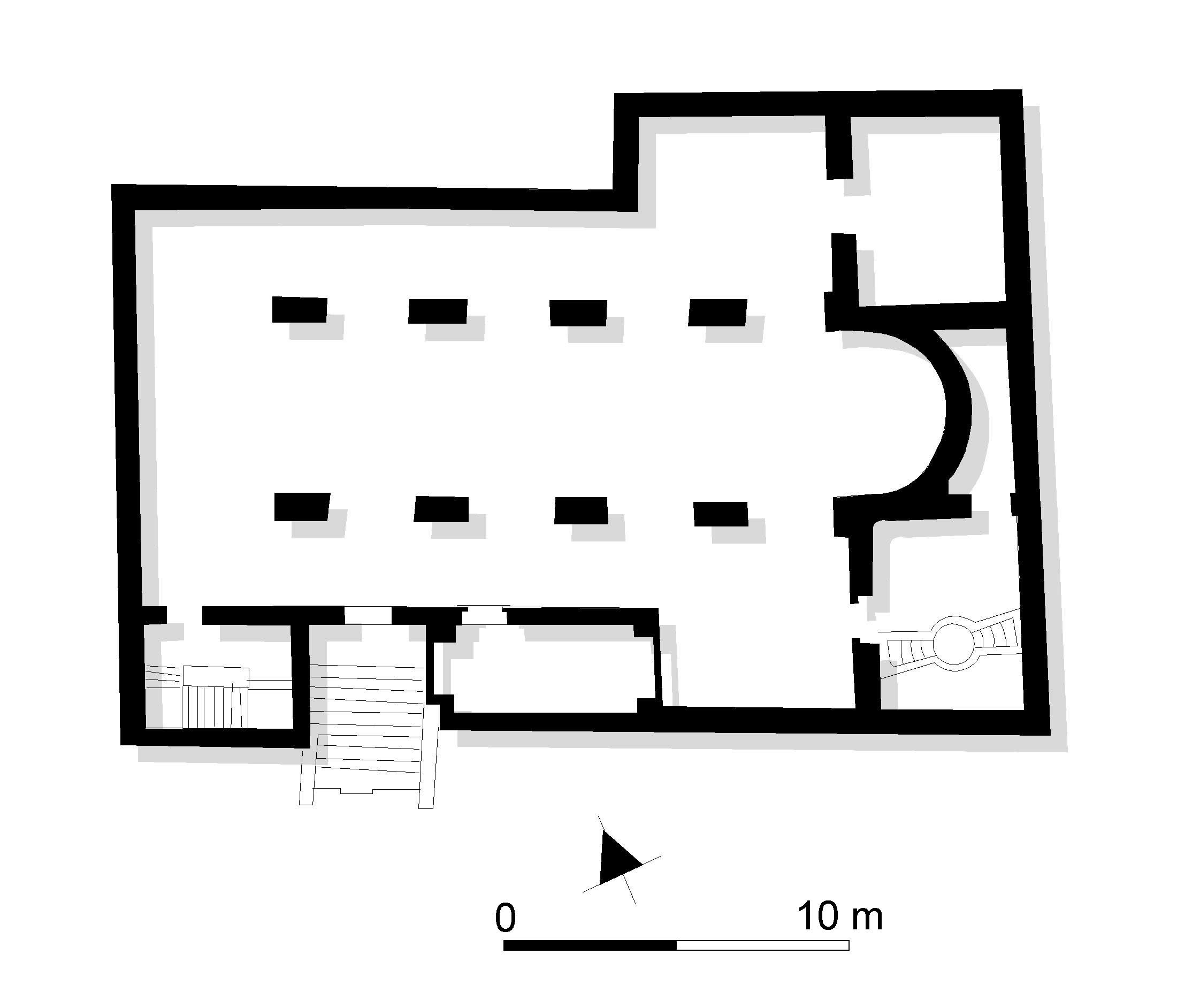
Первый план «старой церкви» в Донголе, основанной в середине VI-го века

В VII веке Мукурра аннексировала своего северного соседа Нобатию. Хотя существует несколько противоречивых теорий, представляется вероятным, что это произошло вскоре после сасанидской оккупации Египта, предположительно в 620-х годах, но до 642 года. До вторжения Сасанидов Нобатия имела тесные связи с Египтом и, таким образом, сильно пострадала от его падения. Возможно, она также была захвачена самими Сасанидами: в некоторых местных церквях того периода обнаружены следы разрушений и последующей перестройки. Ослабленная таким образом, Нобатия подчинилась Мукуррии, из-за чего Мукурра стала простираться далеко на север, к Филам, около первого порога. Новое епископство было создано в Фарасе примерно в 630 году, и два новых собора, стилизованных под базилику Донголы, были построены в Фарасе и Каср-Ибриме. Неизвестно, что случилось с царской семьёй Нобатии после объединения, но записано, что Нобатия оставалась отдельной сущностью в объединённом государстве, управляемой епископом.

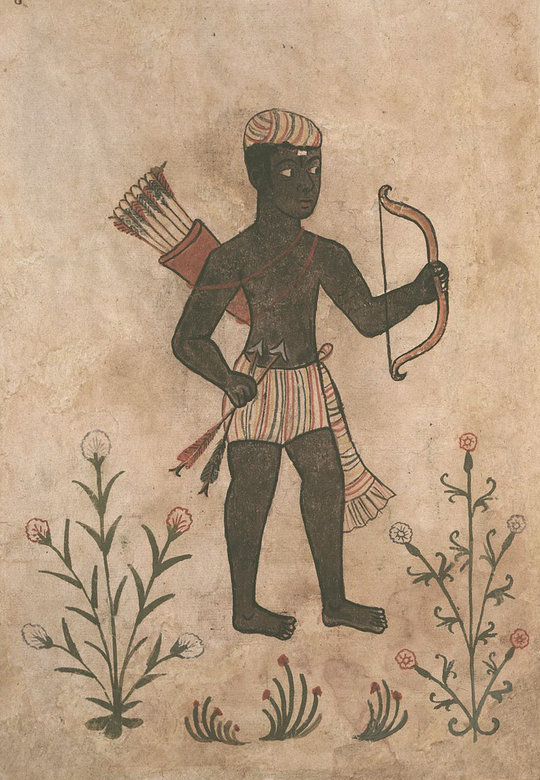
Нубийский лучник на португальской рукописи XVI-го века

Между 639 и 641 годами арабами-мусульманами был захвачен Египет. Просьба о помощи со стороны ромеев осталась без ответа нубийцами из-за конфликтов с племенем Беджа. В 641 или 642 году арабы отправили первую экспедицию в Мукурру. Хотя не ясно, как далеко на юг они проникли, они в конечном итоге были разбиты. Второе вторжение во главе с Абдаллой Аби-Сархом последовало в 651/652 годах, когда нападавшие продвинулись так далеко на юг, что дошли до Донголы. Донгола была осаждена и обстреливалась катапультами. В то время как арабы разрушили часть города, они не смогли проникнуть сквозь стены цитадели. Мусульманские источники подчеркивают мастерство нубийских лучников в отражении вторжения. Поскольку обе стороны не смогли решить битву в свою пользу, Аби-Сарх и мукуррский царь Калидурут в конечном итоге встретились и подписали договор, известный как Бакт. Первоначально это было соглашение о прекращении огня, которое также содержало ежегодный обмен товарами (мукуррские рабы для сбора египетской пшеницы, текстиль и т. д. в обмен на продовольствие и др.), обмен, типичный для исторических северо-восточных африканских государств и, возможно, являющийся продолжением условий, уже существующих между нубийцами и ромеями. Вероятно, во времена Омейядов договор был расширен за счёт регулирования безопасности нубийцев в Египте и мусульман в Мукуррии . В то время как некоторые современные учёные рассматривают Бакт как подчинение Мукуррии мусульманам, очевидно, что это не так: обмениваемые товары имели равную ценность, и Мукурра была признана ничем иным, как независимым государством, являющимся одним из немногих кто отразил арабов во время ранней исламской экспансии. Бакт будет использоваться более шести веков, хотя иногда прерывался взаимными набегами.
VIII-й век был периодом консолидации. При царе Меркурии, который жил в конце VII-го и начале VIII-го века и которого коптская биография Иоанна диакона одобрительно называет «новым Константином», государство, по-видимому, было реорганизовано, и миафизитское христианство стало официальным вероучением. Он, вероятно, также основал монументальный монастырь Газали (около 5000 м²) в Вади Абу-Доме. Захарий, сын и преемник Меркурия, отказался от своих притязаний на престол и ушёл в монастырь, но сохранил право провозглашать преемника. В течение нескольких лет было три разных царя и несколько мусульманских набегов, пока в 747 году трон не был захвачен Кириакосом. В том году, утверждает Иоанн диакон, омейядский наместник Египта заключил в тюрьму коптского патриарха, что привело к вторжению Мукуррцев и осаде Фустата, египетской столицы, после чего патриарха отпустили. Этот эпизод был назван «христианской египетской пропагандой», хотя всё ещё вероятно, что Верхний Египет подвергся атакам Мукурры, возможно, набегам. Нубийское влияние в Верхнем Египте останется сильным. Три года спустя, в 750 году, сыновья Марвана II, последнего халифа Омейядов, бежали в Нубию и попросили у Кириака убежища, хотя и безуспешно. Примерно в 760 году Мукурру, вероятно, посетил китайский путешественник Ду Хуан.

### Расцвет (IX—XI век)

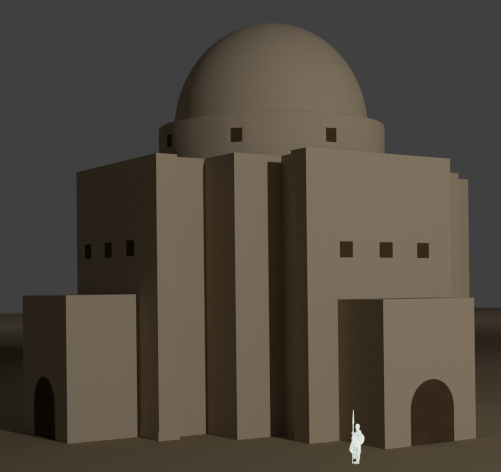
Реконструкция IX-го века «крестообразная церковь» Донголы. Это была самая большая церковь в государстве, размером ок. 28 х 37,3 х 34,8 м. Он послужил источником вдохновения не только для многих нубийских, но даже для эфиопских церквей, таких как знаменитые высеченные в скалах церкви Лалибелы.

Государство находилось на пике своего развития между IX и XI веками. Во время правления царя Иоанна в начале IX-го века отношения с Египтом были прерваны, и Бакт перестал действовать. После смерти Иоанна в 835 году прибыл эмиссар Аббасидов, требуя от мукуррийцев выплаты недостающих 14 годовых платежей угрожая войной, если требования не будут выполнены. Таким образом, столкнувшись с требованием более 5000 рабов, Захария III «август», новый царь, короновал своего сына Георгия I, вероятно, чтобы повысить его престиж, и послал его к халифу в Багдад для переговоров. Его путешествие привлекло много внимания в то время. Сирийский патриарх XII-го века Михаил Сириец описал Георгия и его свиту в некоторых деталях, написав, что Георгий ехал на верблюде, в руках он держал скипетр и золотой крест, а над головой-красный зонтик. Его сопровождали епископ, всадники и рабы, а слева и справа от него стояли молодые люди с крестами. Через несколько месяцев после прибытия в Багдад Георгий I, которого характеризовали как образованного и воспитанного человека, сумел убедить халифа простить нубийские долги и сократить выплаты Бакта до трехлетнего срока. В 836 году или начале 837 года он вернулся в Нубию. После его возвращения в Донголе была построена новая церковь, крестообразная церковь, которая имела приблизительную высоту 28 м и стала самым большим зданием во всём царстве. Новый дворец, так называемый тронный зал Донголы, был также построен, показывая сильное ромейское влияние.
В 831 году карательный поход аббасидского халифа аль-Мутасима разгромил племя Беджа к востоку от Нубии. В результате им пришлось подчиниться халифу, тем самым расширив номинальную мусульманскую власть над большей частью суданской восточной пустыни. В 834 году аль-Мутасим приказал, чтобы египетские бедуины, которые уменьшались как военная сила с момента возвышения Аббасидов, больше не получали никаких платежей. Недовольные и обездоленные, они двинулись на юг. Дорога в Нубию была, однако, заблокирована Мукуррой: в то время как существовали общины арабских поселенцев в нижней Нубии, большая масса арабских кочевников была вынуждена поселиться среди Беджи, движимая также мотивацией эксплуатировать местные золотые рудники. В середине IX-го века арабский авантюрист Аль-Умари нанял армию и поселился около шахты недалеко от Абу Хамада в восточной Мукуррии. После конфронтации между обеими сторонами, оккупировал мукуррские территории вдоль Нила. Царь Георг I послал лучшее войско под командованием своего зятя Нюти, но ему не удалось победить арабов и он сам восстал против короны. Царь Георг тогда послал своего старшего сына, предположительно будущего царя Георга II, но он был оставлен своей армией и был вынужден бежать в Алву. Затем мукуррский царь послал другого сына, Захарию, который убил Нюти, прежде чем в конечном итоге победить самого Аль-Умари и столкнуть его в пустыню. Впоследствии Аль-Умари попытался утвердиться в нижней Нубии, но вскоре был снова вытеснен, прежде чем, наконец, был убит во время правления тулунидского султана Ахмада ибн Тулуна (868—884 гг.).

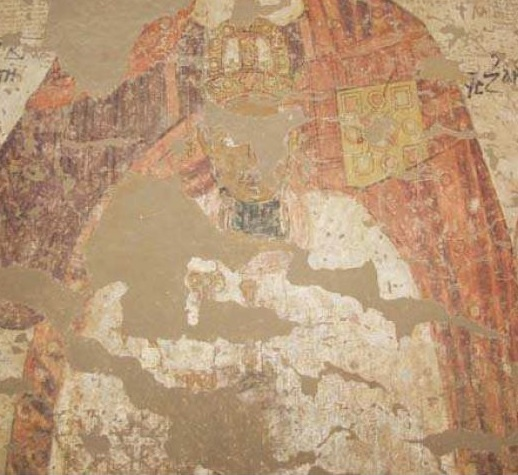
Фреска из Сонки Тино с изображением короля Георга III (конец X века)

Во время правления династии Ихшидидов отношения между Мукуррой и Египтом ухудшились: в 951 году мукуррская армия напала на египетский оазис Харга, убив и поработив множество людей. Пять лет спустя мукуррийцы напали на Асуан, но впоследствии их преследовали до самого Каср Ибрима. Сразу же последовало новое мукуррское нападение на Асуан, на которое последовало ещё одно египетское возмездие, на этот раз был захвачен Каср Ибрим. Это не остановило мукуррскую агрессию, и в 962—964 годах они снова атаковали, на этот раз продвинувшись на север до Ахмима. Часть Верхнего Египта, по-видимому, оставались оккупированными Мукуррой в течение нескольких лет. Ихшидидский Египет окончательно пал в 969 году, когда его завоевали шиитские Фатимиды. Сразу же после этого они послали эмиссара Ибн Селима Эль-Асвани к мукуррскому царю Георгу III. Георг принял первую просьбу эмиссара, возобновление Бакта, но отклонил вторую, обращение в ислам, после длительной дискуссии со своими епископами и учеными людьми и вместо этого предложил фатимидскому послу принять христианство. Впоследствии он разрешил Аль-Асвани праздновать Курбан-Байрам за пределами Донголы с барабанами и трубами, хотя и не без недовольства некоторых своих подданных. Отношения между Мукуррой и фатмидским Египтом должны были оставаться мирными, поскольку Фатимиды нуждались в нубийцах как союзниках против своих суннитских врагов.

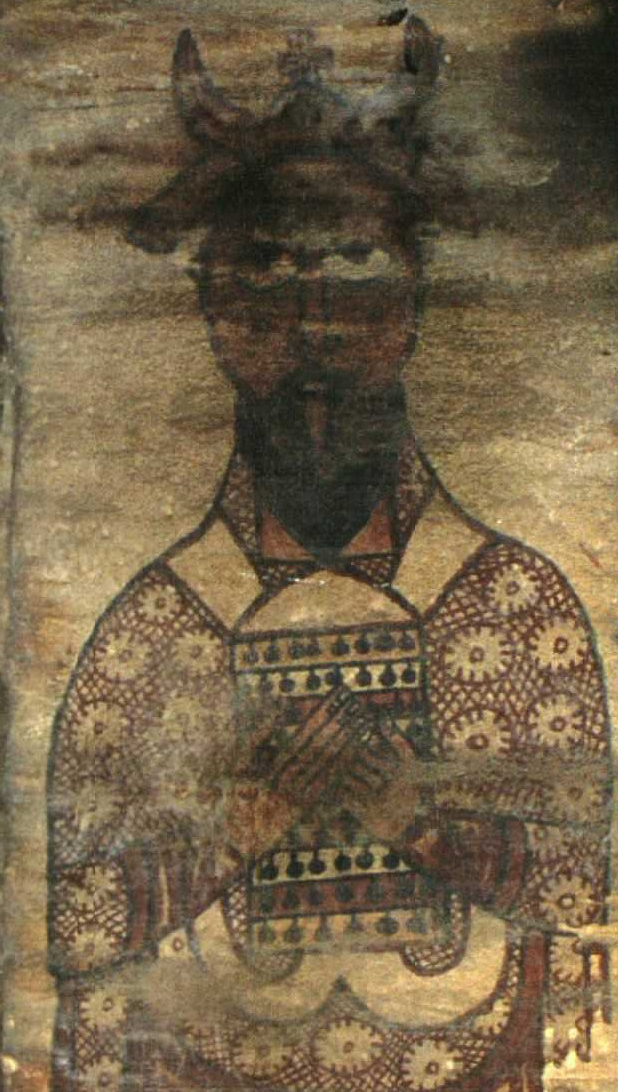
Изображение XIII-го века сановника в северной эфиопской церкви Коркор Марьям. Нубийское влияние предполагает не только рогатый головной убор, который носит сановник, напоминающий таковой у нобадских епархов но и стиль самой картины, выполненной в нубийском стиле, обычном для X—XII веков.

Мукурра, по крайней мере временно, оказывало влияние на нубийскоязычное население Кордофана, региона между долиной Нила и Дарфуром, о чём свидетельствует рассказ путешественника X-го века Ибн Хаукаля, а также устные традиции. С южно-нубийским царством Алва, с которым Мукурра делила свою границу где-то между Абу-Хамадом и слиянием Нила-Атбары, Мукурра, похоже, поддерживала династический союз, согласно отчётам арабских географов из X-го века и нубийские источники с XII-го века. Археологические данные свидетельствуют о повышении влияния мукуррцев на алвское искусство и архитектуру с VIII-го века. Между тем доказательств контакта с христианской Абиссинией на удивление мало. Исключительным случаем было посредничество Георга III между патриархом Филотеем и некоторым эфиопским монархом, возможно, покойным аксумским императором Анбессой Вудем или его преемником Дил Неадом. Абиссинские монахи путешествовали через Нубию, чтобы достичь Иерусалима, изображение из церкви Сонки Тино свидетельствует о её посещении абиссинцем Абуной. Такие путешественники также передавали знания нубийской архитектуры, которая оказала влияние на архитектуру несколько средневековых эфиопских церквей .

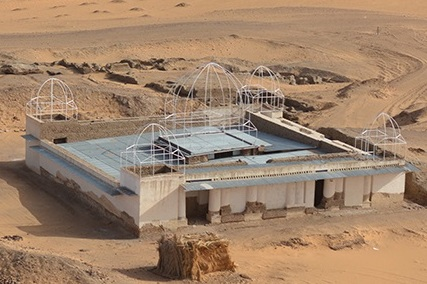
Церковь Банганарти XI-го века, построенная архиепископом Георгием

Во второй половине XI века в Мукуррии произошли большие культурные и религиозные реформы, получившие название «Нубизация». Предполагалось, что главным инициатором был Георгий, архиепископ Донголы и, следовательно, глава мукуррской церкви. Он популяризировал нубийский язык как письменный язык, чтобы противостоять растущему влиянию арабского языка в коптской церкви и ввёл культ мертвых правителей и епископов, а также местных нубийских святых. Была построена новая, уникальная церковь в Банганарти, вероятно, став одной из самых важных во всём царстве. В тот же период мукуррские монархи начала носить новое царское одеяние и регалии, а также, возможно, использовать нубийскую терминологию в управлении и титулах, всё это первоначально пришло из Алвы на юге.

### Упадок (XII век — по 1365 год)

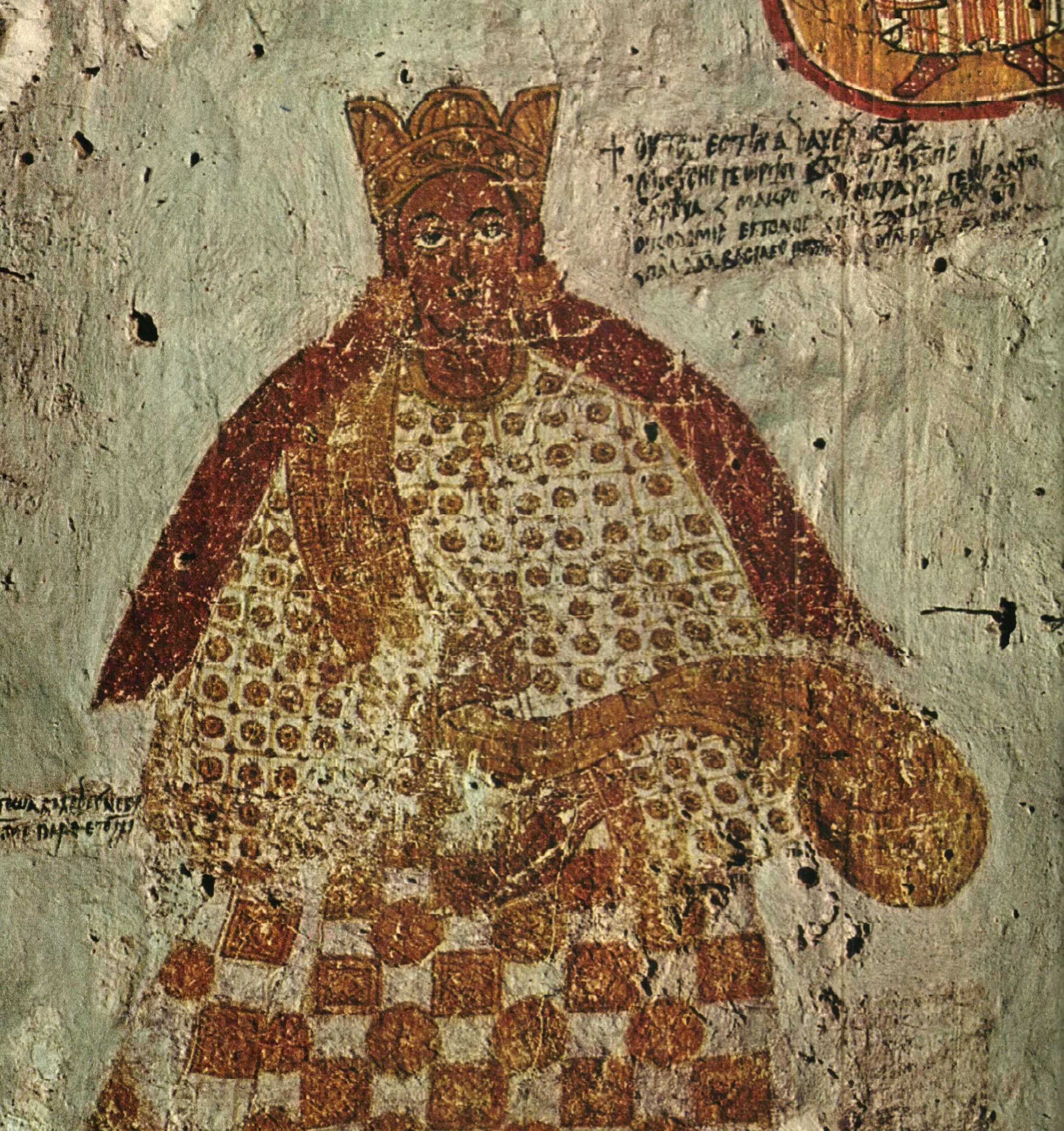
Фреска из Фараса, изображающая короля Моисея Георга (1155—1190 гг.), который, вероятно, правил как Мукуррой, так и Алвой и который противостоял Саладину в начале 1170-х годов.

В 1171 году Саладин сверг династию Фатимидов, что ознаменовало новые военные действия между Египтом и Нубией. В следующем году мукуррская армия разграбила Асуан и продвинулась ещё дальше на север. Неясно, была ли эта кампания направлена на помощь Фатимидам или была просто набегом, использующим нестабильную ситуацию в Египте, хотя последнее представляется более вероятным, поскольку мукуррцы, по-видимому, вскоре отступили. Чтобы разобраться с нубийцами, Саладин послал своего брата Туран-Шаха. Последний завоевал Каср-Ибрим в январе 1173 года, по сообщениям, разграбив его, взяв много пленных, разграбив церковь и превратив её в мечеть. После этого он послал эмиссара к мукуррскому царю Моисею Георгу, намереваясь ответить на предложение мира ранее запрошенного с помощью парой стрел. Вероятно, правя как Мукуррой, так и Алвой, Моисей Георгий был человеком уверенным в своей способности противостоять египтянам, раз он приказал выжечь раскалённым железом крест на руке эмиссара. Туран-Шах отошёл от Нубии, но оставил отряд курдских войск в Каср-Ибриме, который будет совершать набеги на нижнюю Нубию в течение следующих двух лет. Археологические свидетельства связывают эти набеги с разрушением церквей Фараса, Абдалла Нирки и Дебейра Вест. В 1175 году нубийская армия наконец прибыла, чтобы противостоять захватчикам в Адиндане. Перед сражением, однако, курдский командир утонул, пересекая Нил, в результате чего войска Саладина отступили из Нубии. После этого мир держался ещё 100 лет.
Нет никаких записей от путешественников по Мукурре с 1172 по 1268, и события этого периода долгое время оставались загадкой, хотя современные открытия пролили некоторый свет на эту эпоху. В этот период Мукурра, похоже, переживала сильный упадок. Лучшим источником этого является Ибн Хальдун, писавший в XIV-м веке, который обвинил в этом вторжение бедуинов, подобное тому, с чем имели дело мамлюки. Другими факторами упадка Нубии могли быть изменение торговых путей в Африке и тяжёлый сухой период между 1150 и 1500 годами.
Ситуация изменится с возвышением мамлюков и султана Бейбарса в 1260 году. В 1265 году мамлюкская армия совершила набег на Мукурру вплоть до Донголы, продвигаясь на юг вдоль африканского побережья Красного моря, угрожая тем самым нубийцам. В 1272 году царь Давид двинулся на восток и напал на портовый город Айдхаб, расположенный на важном паломническом пути в Мекку. Нубийская армия разрушила город, нанеся «удар по самому сердцу ислама». В ответ была послана карательная мамлюкская экспедиция, но дальше второго порога не прошла. Три года спустя мукуррцы атаковали и разрушили Асуан, но на этот раз Бейбарс ответил хорошо оснащённой армией, отправившейся из Каира в начале 1276 года, сопровождаемый двоюродным братом царя Давида по имени Машкуда или Шеканда. Мамлюки победили нубийцев в трёх битвах при Джебель-Адде, Мейнарти и, наконец, Донголе. Давид бежал вверх по течению Нила, в конечном счёте добравшись до Аль-Абваба на юге, который, будучи ранее самой северной провинцией Алва, к этому периоду, по-видимому, стал самостоятельным государством. Однако царь Аль-Абваба передал Давида Бейбарсу, который приказал его казнить.

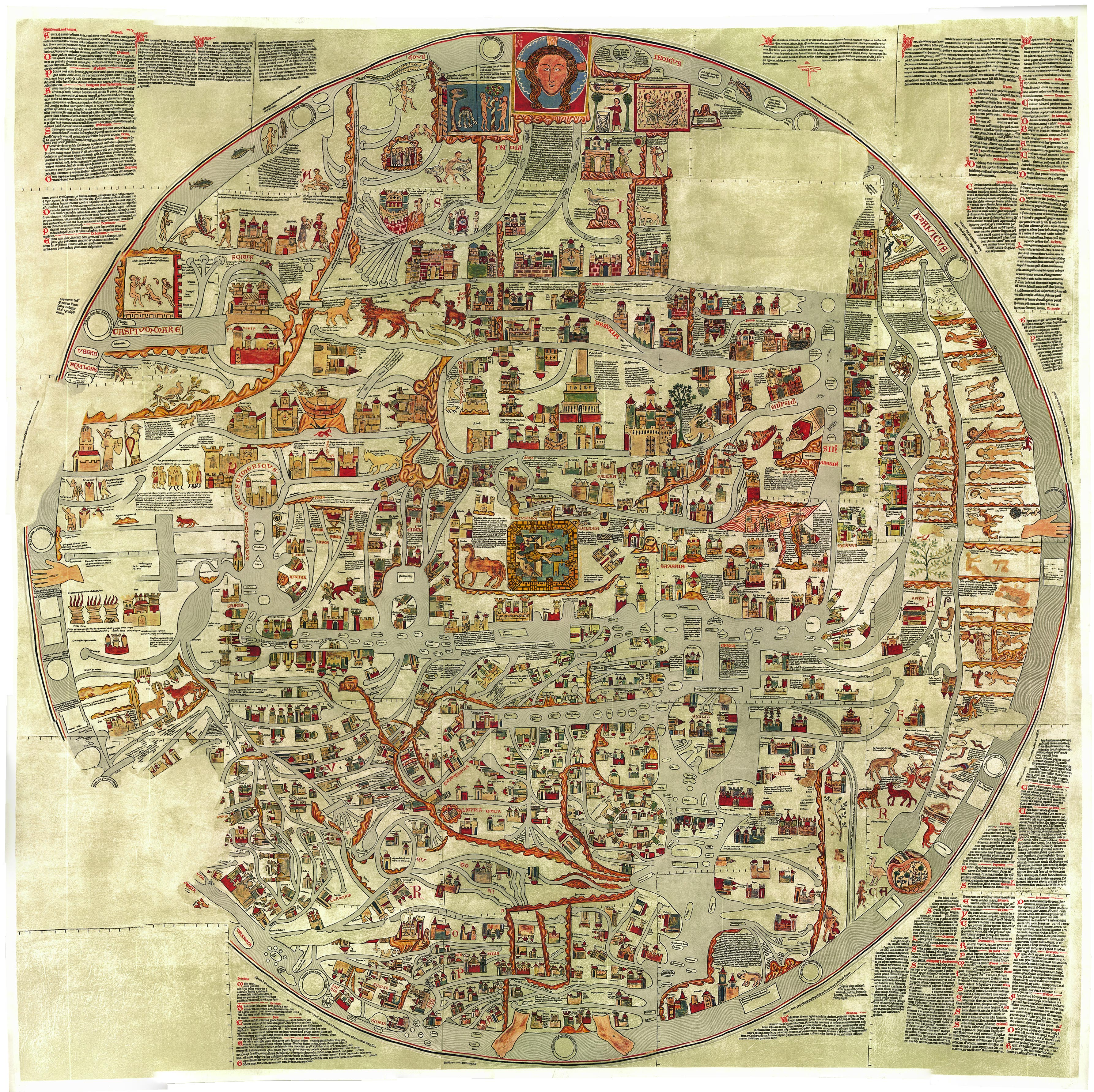
Узнав о христианской Нубии, европейцы включили её в свою картографию между XII и XV веками. Пик этого осознания отмечен на карте Эбсторфа около 1300 года. Легенда о Нубии гласит: «Люди, живущие здесь, называются нубийцами. Эти люди всегда ходят голыми. Они честные и набожные христиане. Они богаты золотом и живут торговлей. У них три короля и столько же епископов. Они часто посещают Иерусалим огромными толпами, неся с собой много богатства, которое передаётся храму Гроба Господня.»

Благодаря крестовым походам Европа всё больше узнавала о существовании христианской Нубии в течение XII-го и XIII-го веков, пока в начале XIV-го века не появились даже предложения заключить союз с нубийцами для другого крестового похода против мамлюков. Нубийские персонажи также начинают фигурировать в песнях крестоносцев, сначала показанных как мусульмане, а затем, после XII-го века и с увеличением знаний о Нубии, христианами. Контакты между крестоносцами и паломниками, с одной стороны, и нубийцами с другой, происходили в Иерусалиме, где европейские свидетельства XII—XIV веков свидетельствуют о существовании нубийской общины, а также, если не в первую очередь, в Египте, где проживало много нубийцев и где европейские купцы были весьма активны. Возможно, также существовала нубийская община в контролируемой крестоносцами Фамагусте, Кипр. В середине XIV-го века паломник Никколо де Поджибонси утверждал, что нубийцы симпатизировали латинянам, и поэтому мамлюкский султан не разрешал латинянам путешествовать в Нубию, поскольку он боялся, что те смогут подтолкнуть нубийцев к войне, хотя в книге Знания всех царств было написано, что генуэзские торговцы присутствовали в Донголе. В Каср Ибриме был найден текст, по-видимому, на смешанном языке нубийского с итальянским, а также каталонская игральная карта, а в Банганарти была отмечена надпись, написанная на прованском языке, относящаяся ко второй половине XIII-го века/XIV-го века.
Внутренние трудности, похоже, нанесли ущерб государству. Двоюродный брат царя Давида Шеканда претендовал на трон и поэтому отправился в Каир, чтобы заручиться поддержкой мамлюков. Они согласились и захватили Нубию в 1276 году, а потом посадили Шеканду на престол. Затем Шеканда подписал соглашение, делающее Мукурру вассалом Египта, и в Донголе был размещён гарнизон мамлюков. Несколько лет спустя Шамамун, другой член мукуррской царской семьи, возглавил мятеж против Шеканды, чтобы восстановить независимость Мукуррии. В конце концов он победил гарнизон мамлюков и занял трон в 1286 году после отделения от Египта и нарушения мирного соглашения. Он предложил египтянам увеличить ежегодные платежи Бакта в обмен на отмену обязательств, с которыми согласился Шеканда. Армия мамлюков была занята в другом месте, и султан Египта согласился на новое соглашение.

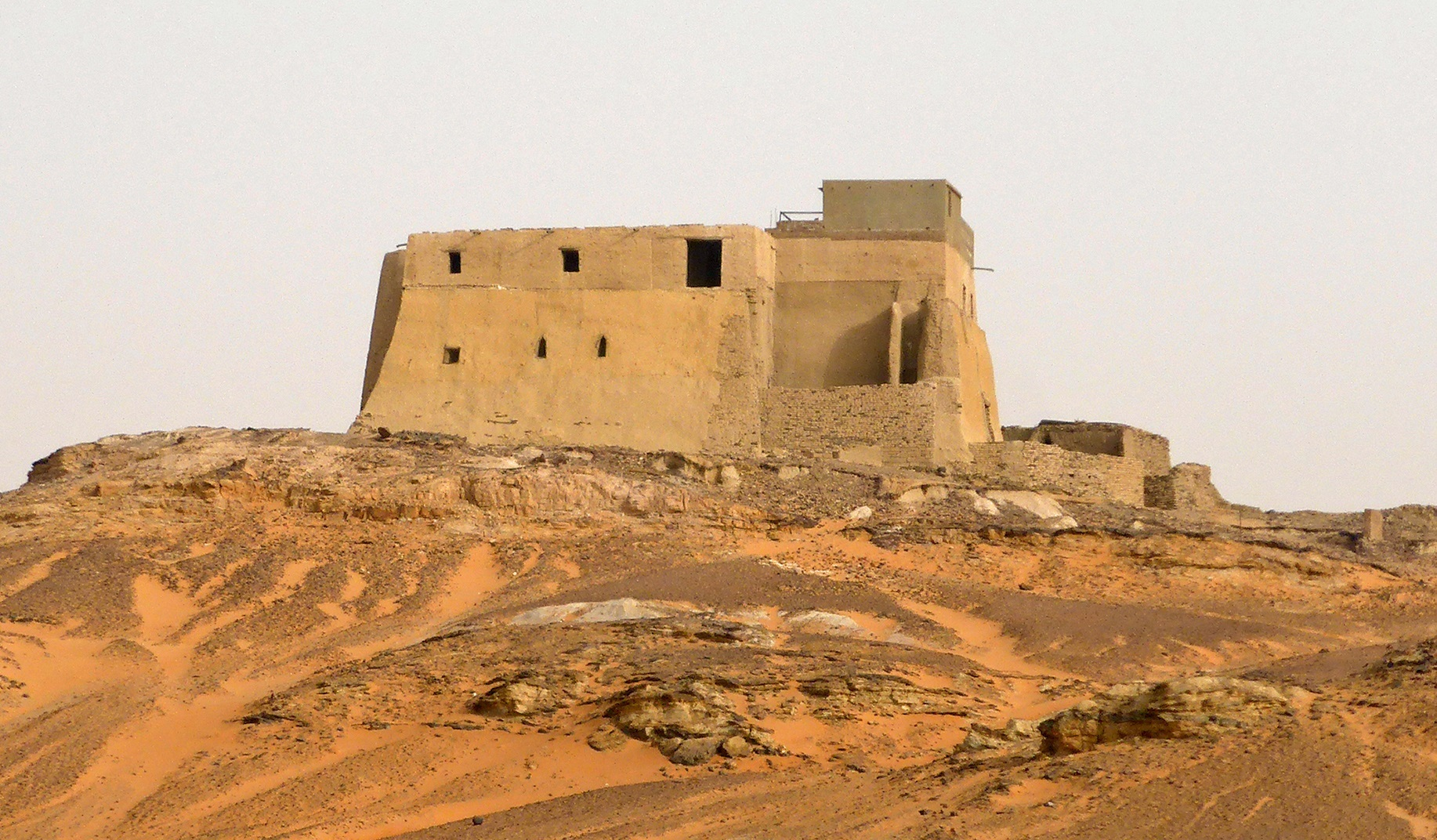
Тронный зал Донголы, который был преобразован в мечеть в 1317 году.

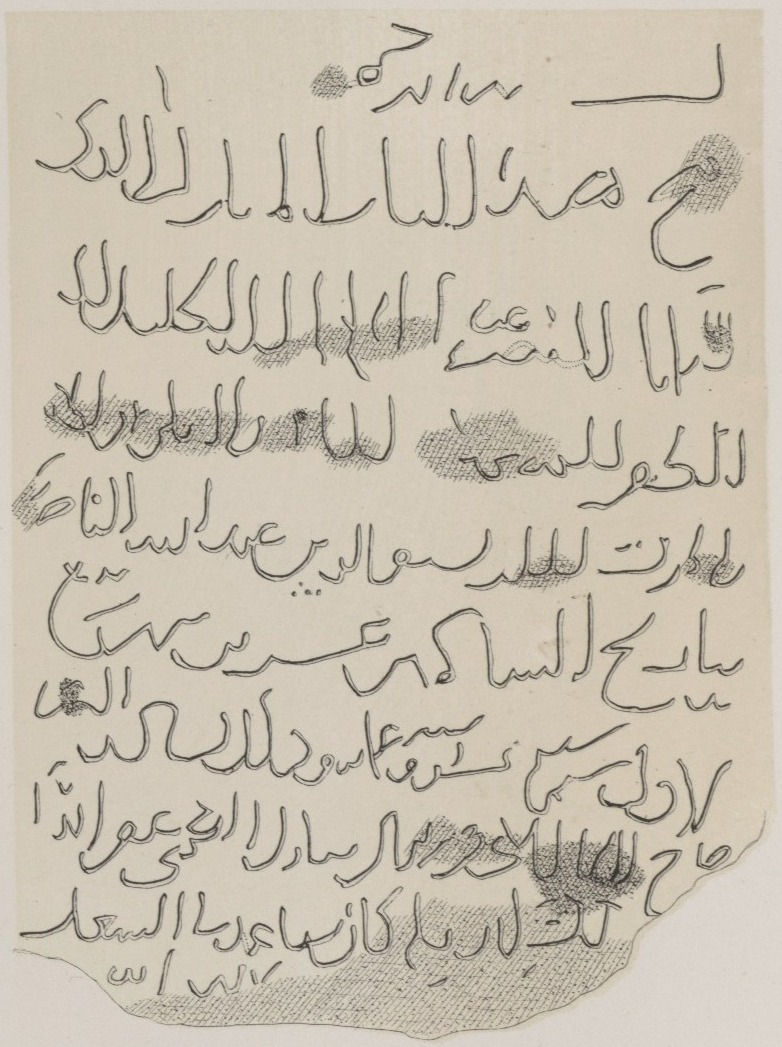
Арабская стела, посвященная преобразованию тронного зала в мечеть

После периода мира царь Керанб не заплатил Бакт, и мамлюки снова оккупировали царство в 1312 году. На этот раз на трон был посажен мусульманин. Сайф ад-Дин Абдулла Баршамбу начал обращать народ в ислам, и в 1317 году тронный зал Донголы был превращен в мечеть. Это не было принято другими мукуррскими лидерами, и страна впала в гражданскую войну и анархию в том же году. В конце концов Баршамбу был убит, и его место занял Канз ад-Даула. Правя, его племя, Бану-Ханз выступало марионетками мамлюков. Царь Керанб попытался вырвать контроль у Канз ад-Даулы в 1323 году и в конечном итоге захватил Донголу, но был свергнут всего через год. Он отступил в Асуан, чтобы получить ещё один шанс захватить трон, но этого так и не произошло.
Восшествие на престол мусульманского правителя Абдаллы Баршамбу и превращение им тронного зала в мечеть часто интерпретировалось как конец христианской Мукуррии. Этот вывод является ошибочным, поскольку христианство, оставалось жизненно важным в Нубии. Хотя о последующих десятилетиях известно не так уж много, похоже, что на мукуррском троне были и мусульманские, и христианские цари. Как путешественник Ибн Баттута, так и египетский историк Шихабуддин аль-Умари утверждают, что мукуррские цари были мусульманами, принадлежащими к племени Бану-Ханз, в то время как основное население оставалось христианами. Аль-Умари также указывает, что Мукурра всё ещё находилась в зависимости от мамлюкского султана. С другой стороны, он также отмечает, что мукуррский трон захватывался по очереди как мусульманами так и христианами. Действительно, эфиопский монах, путешествовавший по Нубии около 1330 года, Гадла Эвостатевос, утверждает, что нубийский царь, с которым он якобы встречался лично, был христианином. В книге Знания всех царств, на которую опирается анонимный путешественник с середины XIV века, утверждается, что «Королевство Донгола» было населено христианами и что его королевское знамя представляло собой крест на белом фоне (см. флаг). Эпиграфические свидетельства раскрывают имена трёх мукуррских царей: Сити и Абдалла Канз ад-Даула, правивших в течение 1330-х годов, и бумаги, датируемые серединой XIV века. Свидетельства правления Сити, все нубийские по своей природе, показывают, что он всё ещё осуществлял контроль/влияние на обширную территорию от нижней Нубии до Кордофана, предполагая, что его царство вошло во вторую половину XIV-го века, могущественным и христианским.
Это было также в середине XIV-го века, особенно после 1347 года, когда Нубия была опустошена чумой. Археология подтверждает быстрый упадок христианской нубийской цивилизации с тех пор. Из-за в целом довольно небольшого населения, чума очистила целые регионы от её нубийских жителей.
В 1365 году произошла ещё одна короткая, но катастрофическая гражданская война. Тогдашний царь был убит в бою своим взбунтовавшимся племянником, который вступил в союз с племенем Бану-Ханз. Брат убитого царя и его свита бежали в город под названием До в арабских источниках, скорее всего идентичный Аддо в нижней Нубии. Затем узурпатор убил знатных людей племени Бану-Ханза, вероятно, потому, что больше не мог им доверять, а затем разрушил и разграбил Донголу, чтобы потом отправиться в До и просить прощения у своего дяди. Таким образом, Донгола была оставлена племени Бану-Ханз, а До стал новой столицей.

### Угасание (1365 год — XV век)

#### Макурийское раздробленное государство

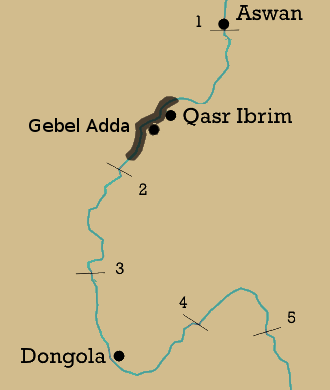
Минимальное расширение позднего мукуррского царства

И узурпатор, и законный наследник, и, скорее всего, даже царь, убитый во время узурпации, были христианами. Теперь, проживая в До, мукуррские цари продолжали свои христианские традиции. Они правили уменьшенным вариантом своего бывшего государства ныне простиравшегося с севера на юг около 100 км, хотя в действительности оно могло быть больше. Находясь на стратегически неудобной периферии, царство было оставлено мамлюками в покое. В источниках это царство фигурирует как Дотаво. До недавнего времени считалось, что Дотаво, прежде чем мукуррский двор переместил свое место в До, был просто вассальным государством Мукурры, но теперь принято считать, что это было просто старое нубийское самоназвание Мукурры.
Последний известный царь Иоиль, который упоминается в документе 1463 года и в надписи от 1484 года. Возможно, именно при Иоиле царство стало свидетелем последнего, кратковременного возрождения. После смерти или низложения царя Иоиля царство могло рухнуть. Собор Фараса прекратил действовать после XV-го века, так же как Каср Ибрим был оставлен в конце XV-го века. Дворец в До также вышел из употребления после XV-го века. В 1518 году появляется последнее упоминание о нубийском правителе, хотя неизвестно, где он проживал и был ли он христианином или мусульманином. Не было никаких следов независимого христианского государства, когда Османская империя заняла нижнюю Нубию в 1560-х годах, в то время как Сеннар завладел верхней Нубией к югу от третьего порога.

#### Дальнейшие события

##### Политика
К началу XV века появляется упоминание о царе Донголы, скорее всего независимом от влияния египетских султанов. Джума-намазы, проведенные в Донголе, также не упоминали о них. Эти новые цари Донголы, вероятно, столкнулись с волнами арабских миграций и, таким образом, были слишком слабы, чтобы объединить мукуррское раздробленное государство в нижней Нубии. Северная Нубия управлялась непосредственно Фунджем до восстания Аджиба в конце XVI века,, когда она перешла к Абдаллабам (которые после смерти Аджиба стали данниками Фунджа, но с большой автономией)..
Возможно, что некоторые мелкие царства, сохранившие христианскую нубийскую культуру, развивались на бывшей мукуррской территории, как, например, на острове Мограт, к северу от Абу-Хамеда. Еще одним небольшим царством было Кокка, основанное, в XVII веке на ничейной земле между Османской империей на севере и Фунджем на юге. Его организация и ритуалы имели четкое сходство с христианскими временами. В конечном счете сами царьки были христианами до XVIII-го века.
В 1412 году племя Бану-Ханз захватило под свой контроль Нубию и часть Египта выше Фиваида.

##### Этнография и лингвистика

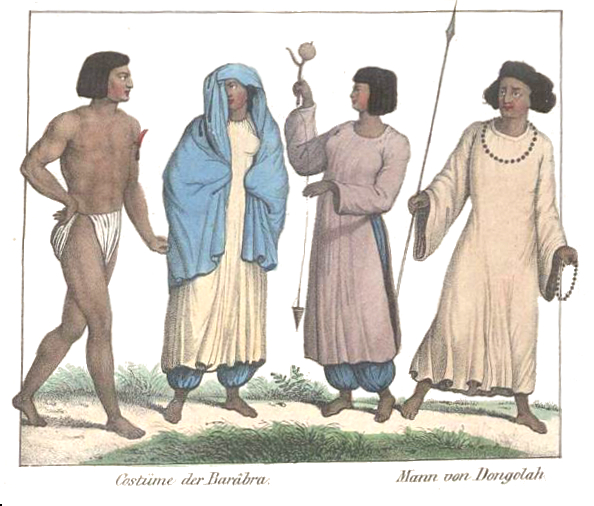
Нубийцы в первой половине XIX века

Нубийцы вверх по течению Аль-Даббы начали постепенно арабизироваться, переходить на арабский язык, в конечном счете став племенем Джаалин, претендовали на потомков Аббаса, дяди Мухаммеда. Джаалины уже упоминались Давидом Реувени, который путешествовал по Нубии в начале XVI веке. Теперь они разделены на несколько субплемен, которые живут на расстоянии, от Аль-Дабба до соединения Синего и Белого Нила: Шайкия, Рубатаб, Манасир, Мирафаб и «собственно Джаалин». Среди них, нубийский оставался разговорным языком до XIX-го века. К северу от Аль-Даббы развивались три нубийские подгруппы: Кензи, которые до завершения строительства Асуанской плотины жили между Асуаном и Махарракой, Махаси, которые поселились между Махарракой и Кермой и племенем Данагла, самыми южными из оставшихся нильских нубийцев. Некоторые причисляют Данаглу к Джаалинам, поскольку Данаглы также утверждают, что принадлежат к этому арабскому племени, но на самом деле они все еще говорят на нубийском языке. Северный Кордофан, который все еще был частью Мукурры в конце 1330-х годов, также подвергся лингвистической арабизации, подобной долине Нила выше по течению Аль-Дабба. Исторические и лингвистические свидетельства подтверждают, что местные жители были преимущественно нубийцами до XIX-го века, с языком, тесно связанным с нильско-нубийскими диалектами.
Сегодня нубийский язык находится в процессе замены на арабский. Кроме того, нубийцы всё чаще начинают утверждать, что они арабы, происходящие от Аббаса, тем самым игнорируя свое христианское нубийское прошлое.

## Культура
Христианская Нубия долгое время считалась чем-то вроде захолустья, главным образом потому, что ее могилы были маленькими и лишенными погребальных принадлежностей предыдущих эпох. Современные ученые понимают, что это было вызвано культурными причинами, и что мукуррцы действительно имели богатое и яркое искусство и культуру.

### Языки

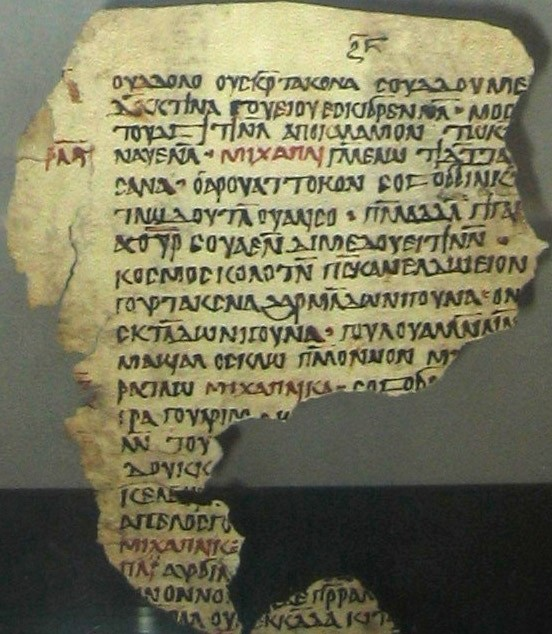
Страница из старого нубийского перевода Liber Institutionis Michaelis Archangelis с IX-го по X-й век, найденная в Каср Ибриме, в настоящее время находится в Британском музее. Имя Архангела Михаила выделяется красным цветом.

В Мукуррии использовались четыре языка: нубийский, египетский, греческий и арабский. Нубийский был представлен двумя диалектами: на нобийском говорили в провинции Нобатия на севере, а на донголави - в центре Мукурры, хотя в исламский период нобийский также считается языком племени Шайгия в юго-восточной части от Донголы. Царский двор использовал больше нобийский, несмотря на то, что он находился на территории, говорящей на донголавийском диалекте,несмотря на то, что словарь Донголави, как утверждается, постепенно проник в этот письменный нубийский язык. К VIII веку нобийский был кодифицирован на основе египетского письма, но только в XI-м веке нобийский утвердился в качестве языка административных, экономических и религиозных документов. Подъем нобийского совпал с упадком египетского языка в Мукуррии и Египте.  Было высказано предположение, что до превращения нобийского в литературный язык египетский служил официальным административным языком, но это представляется сомнительным; египетский практически отсутствуют в сердце Мукуррии. В Нобатии, однако, египетский был довольно широко распространен, вероятно, даже служил лингва франка. Египетский также служил языком общения с Египтом и коптской церковью. Египетские беженцы, бежавшие от исламского преследования, поселялись в Мукуррии, а нубийские священники и епископы учились в египетских монастырях. Греческий, третий язык, пользовался большим авторитетом и использовался в религиозном контексте, но, похоже, на нем фактически не говорили, что делало его мертвым языком (похожим на латынь в средневековой Европе). Наконец, арабский язык использовался с XI-го и XII-го веков, заменяя египетский как язык торговли и дипломатической переписки с Египтом. Кроме того, арабские торговцы и поселенцы присутствовали на севере Нубии, хотя разговорный язык последнего, похоже, постепенно сместился с арабского на нубийский.

### Искусство

#### Настенная живопись
По состоянию на 2019 год было зарегистрировано около 650 фресок, распределенных по 25 сайтам, с большим количеством изображений, все еще ожидающих публикации. Одним из наиболее важных открытий, сделанных в ходе бурной работы, предшествовавшей затоплению нижней Нубии, был собор в Фарасе. Это большое здание было полностью засыпано песком, сохранившим ряд великолепных фресок. Подобные, но менее хорошо сохранившиеся картины были найдены в нескольких других местах в Мукуррии, включая дворцы и частные дома, что дает общее впечатление о мукуррском искусстве. Стиль и содержание были в значительной степени под влиянием искусства Восточной Римской империи, а также показали влияние египетского искусства и искусства из Палестины. В основном религиозного характера, это искусство изображает многое из стандартных христианских сцен. Также здесь изображено несколько мукуррских царей и епископов с заметно более темной кожей, чем у библейских персонажей.

Галерея
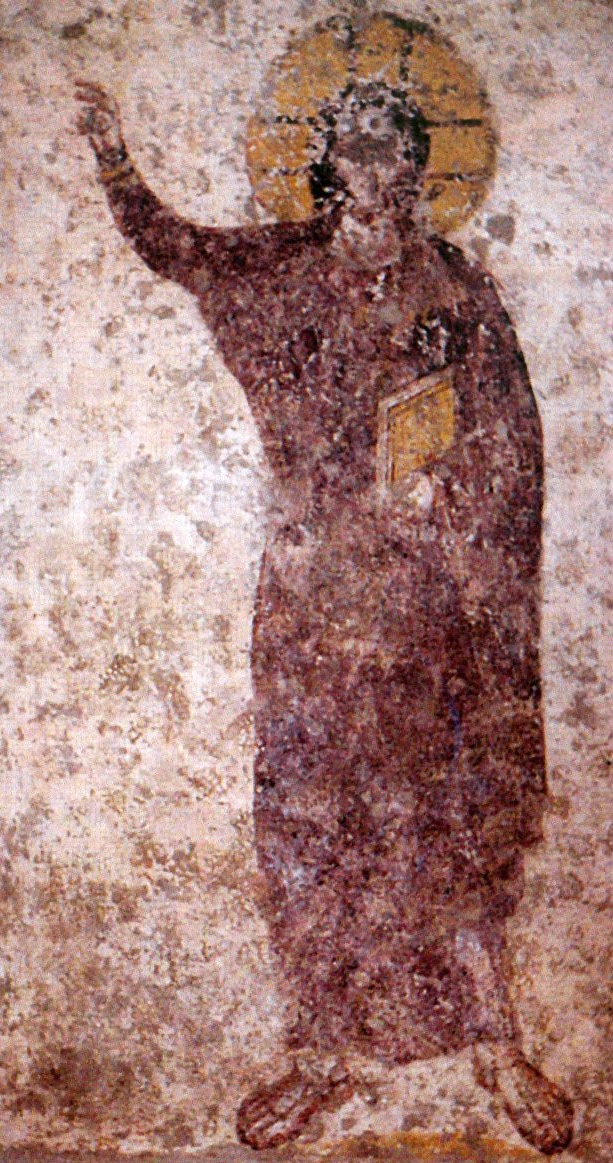
Христос, Абу Ода (вторая половина VII-го века)
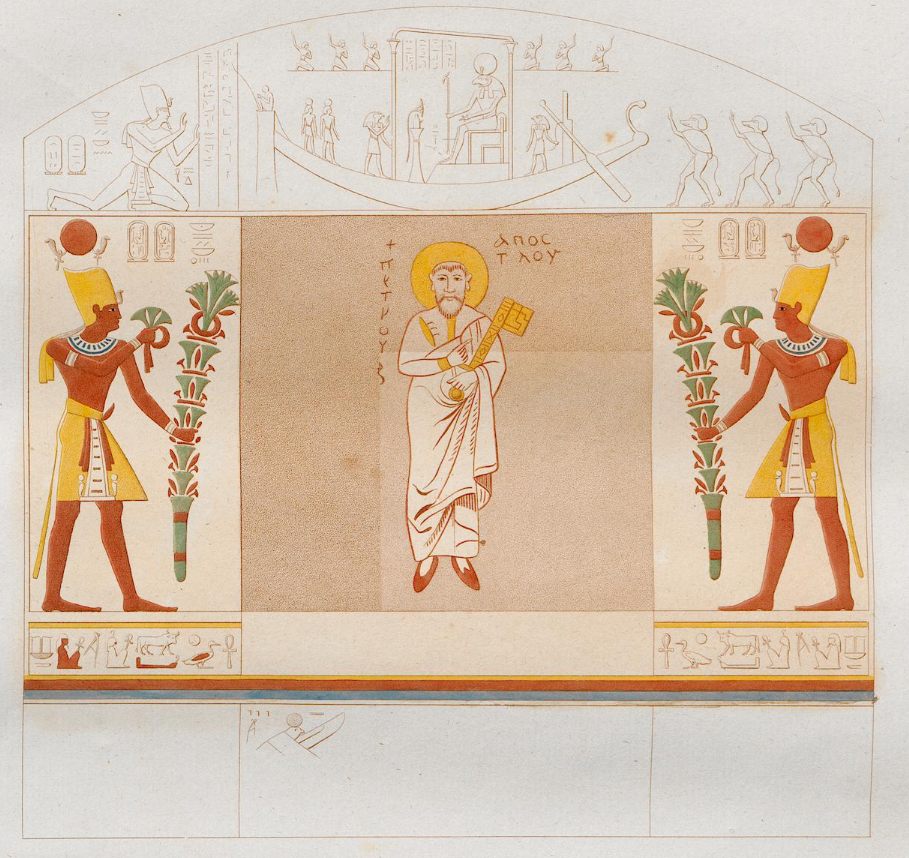
Апостол Пётр, вставленный в фараоновскую картину, Вади эс-Себуа (конец VII — начало VIII века)
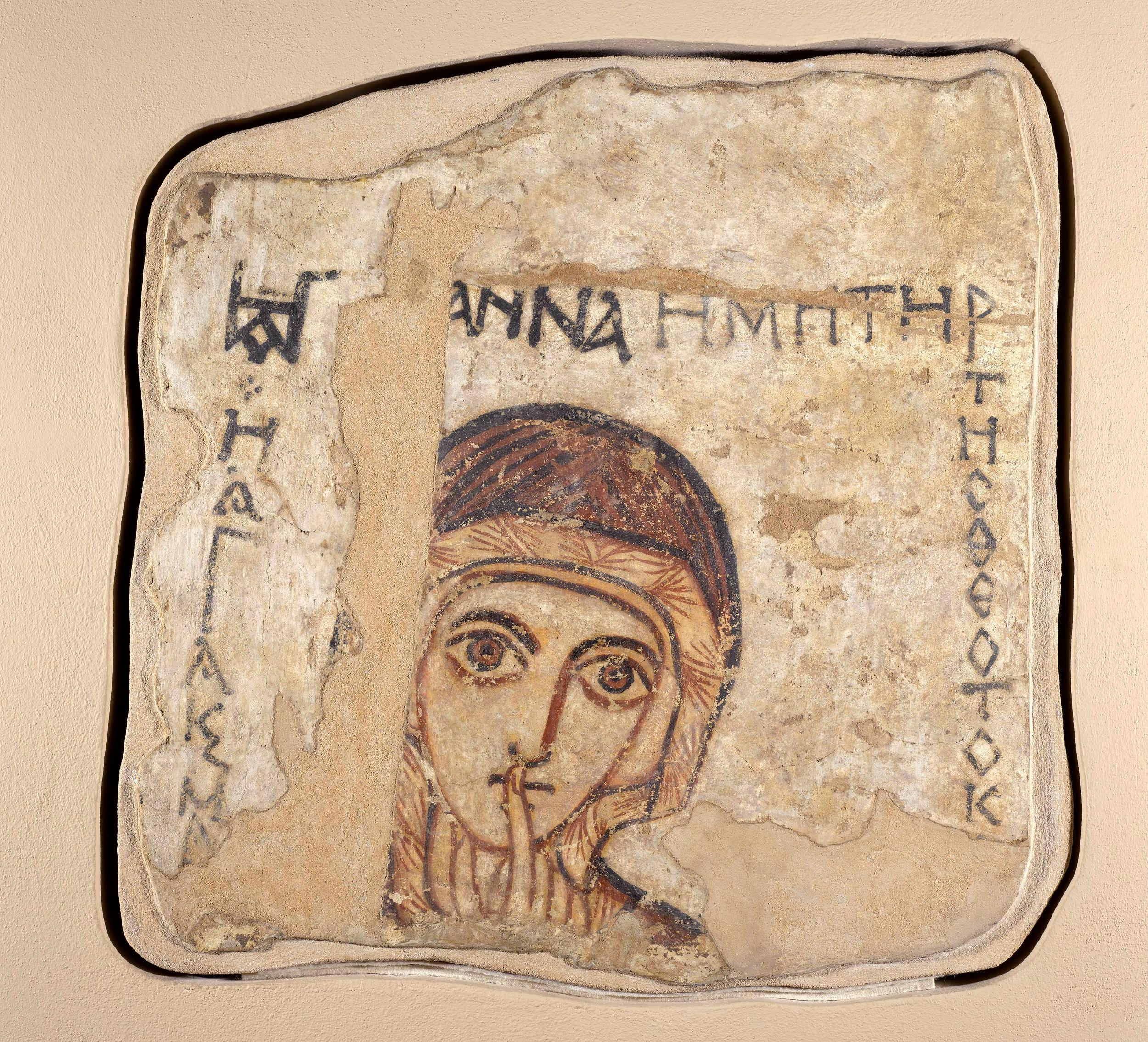
Святая Анна, Фарас (VIII-первая половина IX века)
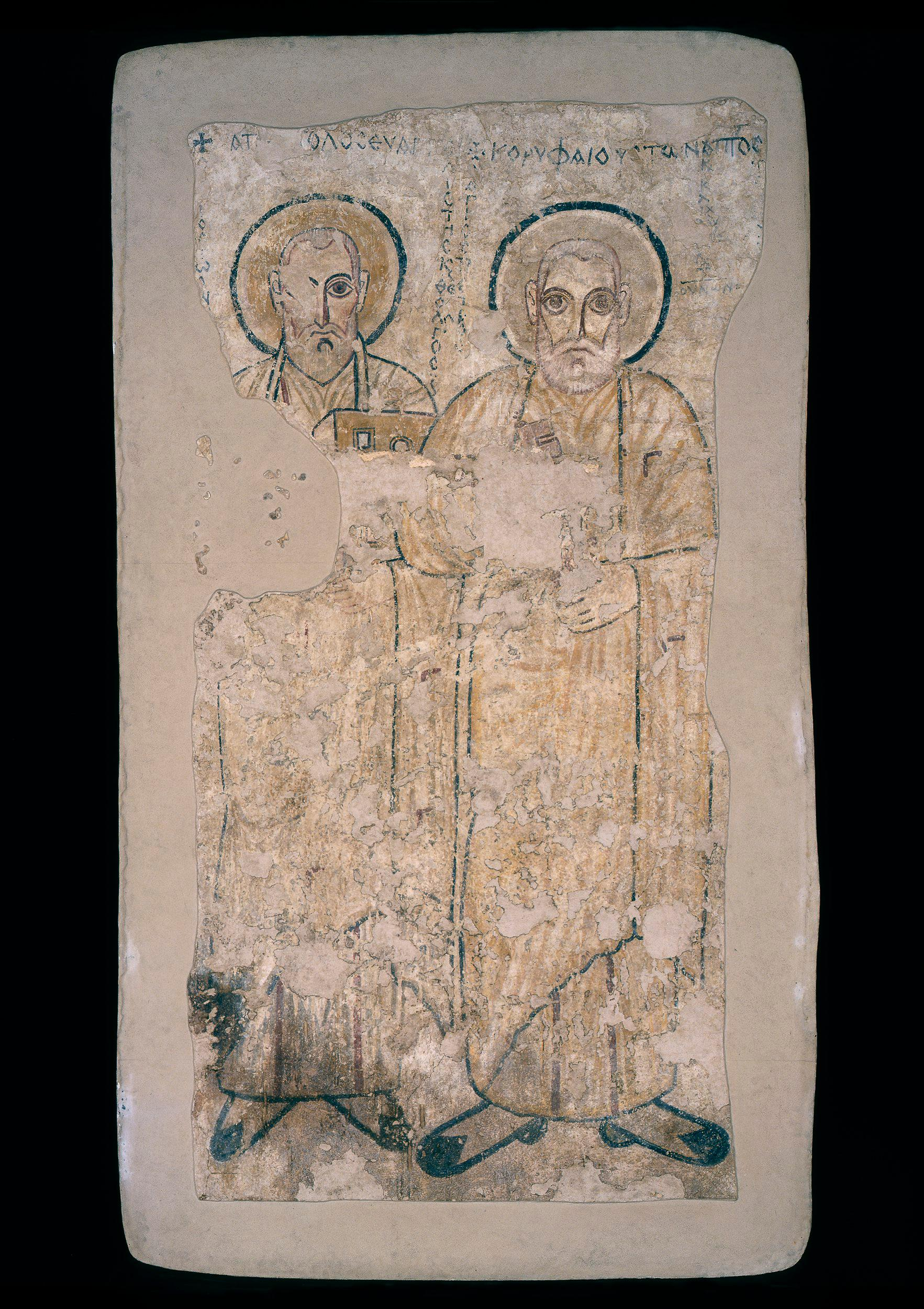
Апостолы Петр и Иоанн (VIII-первая половина X века)
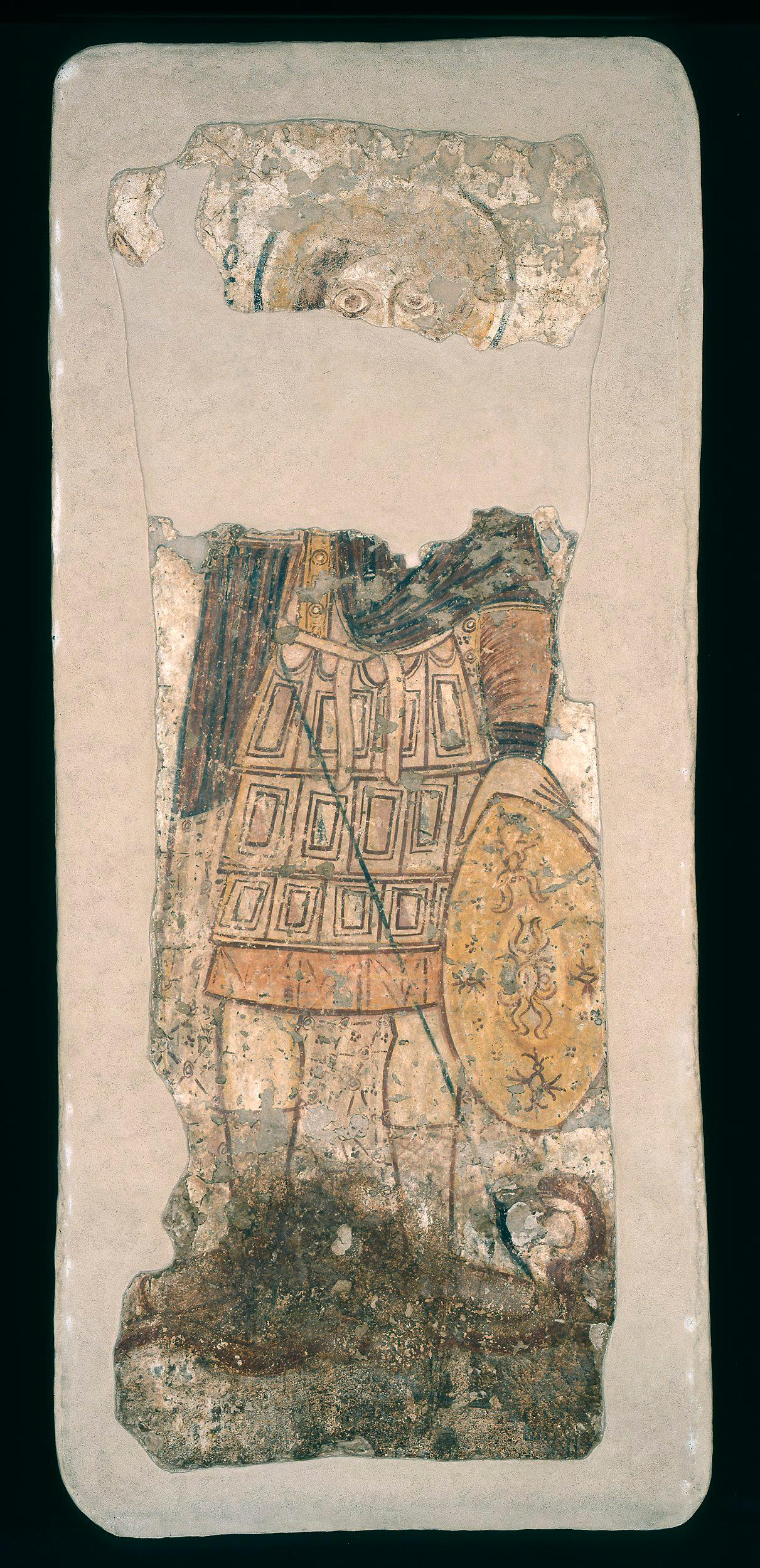
Святой воин с копьем и щитом, Фарас (IX век)
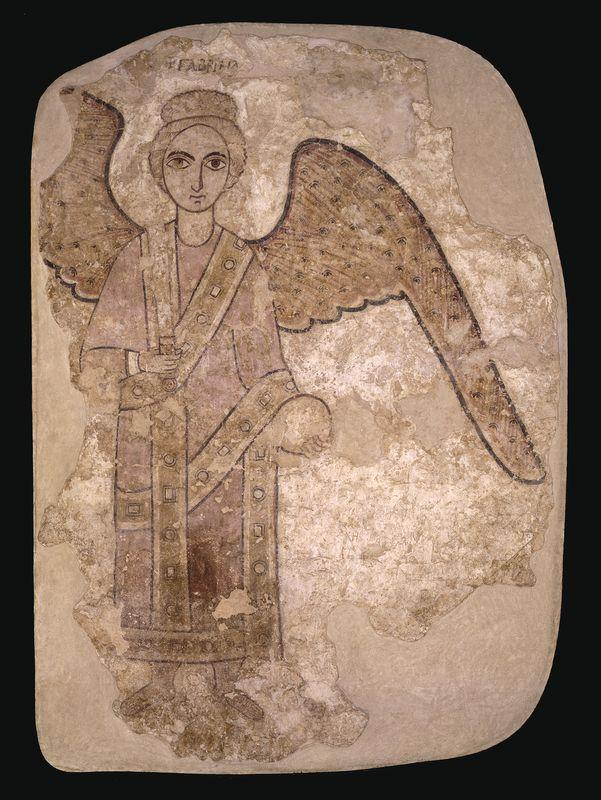
Архангел Гавриил с мечом, Фарас (первая четверть X-го века)
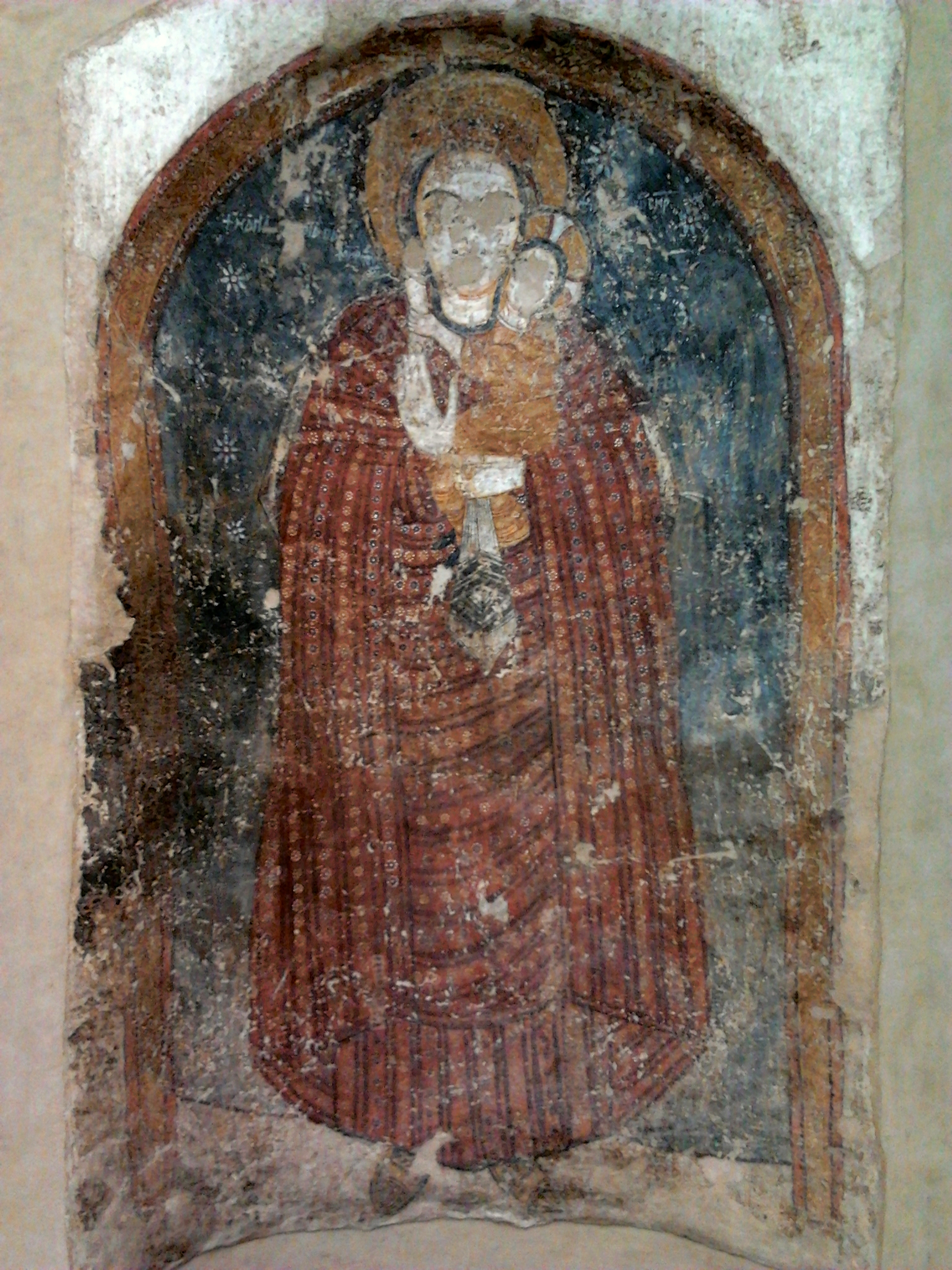
Богородица с младенцем Христом, Фарас (X век)
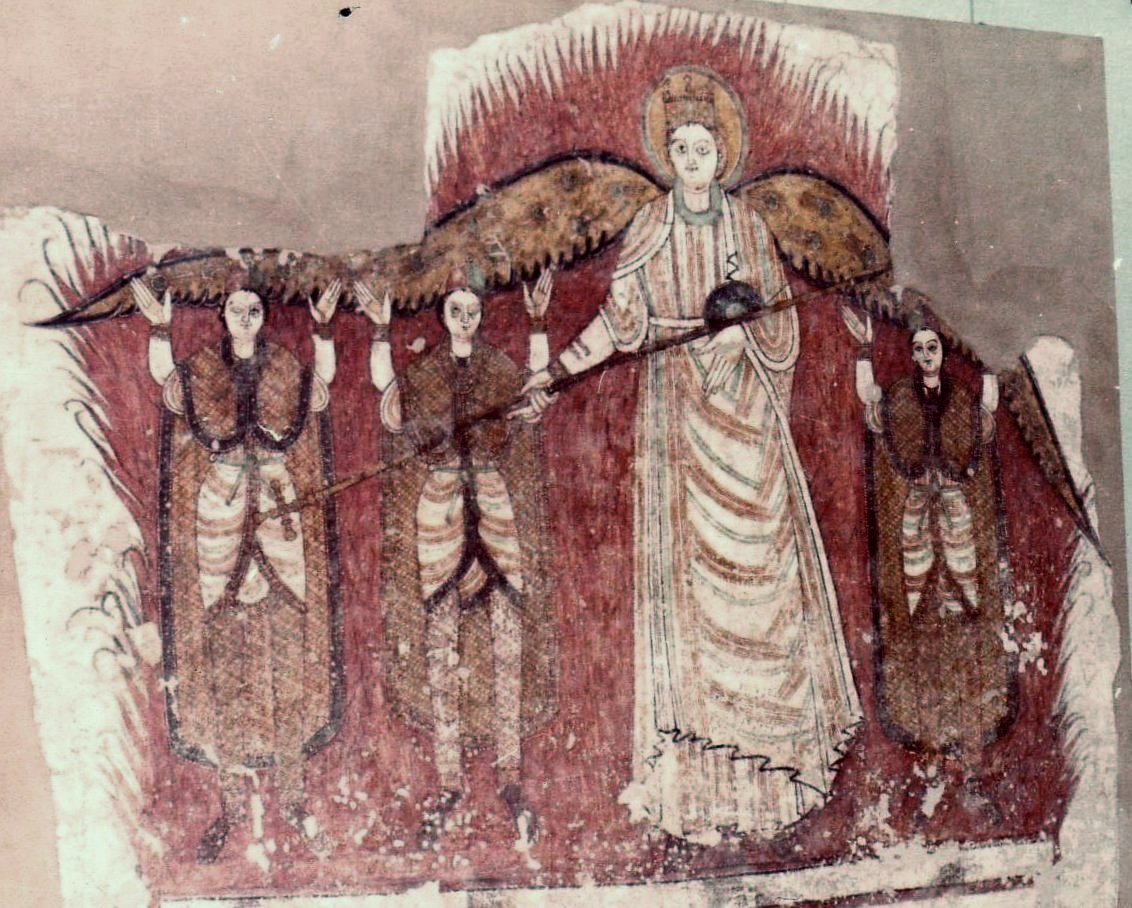
Трое юношей в печи, Фарас (последняя четверть X века)
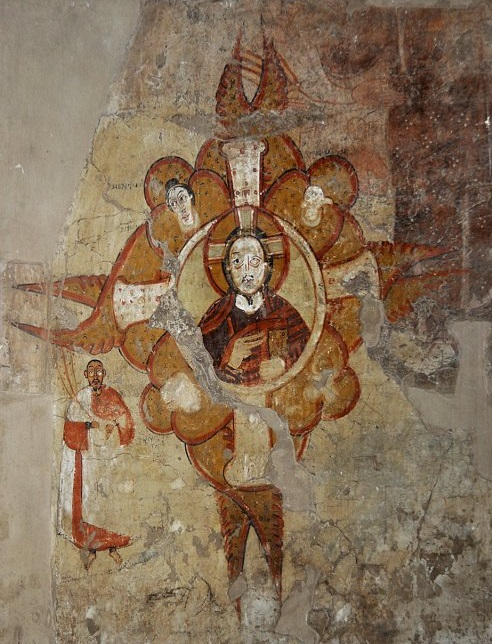
Богоявление и епископ, Абдаллах Нирки (конец X — начало XI века)
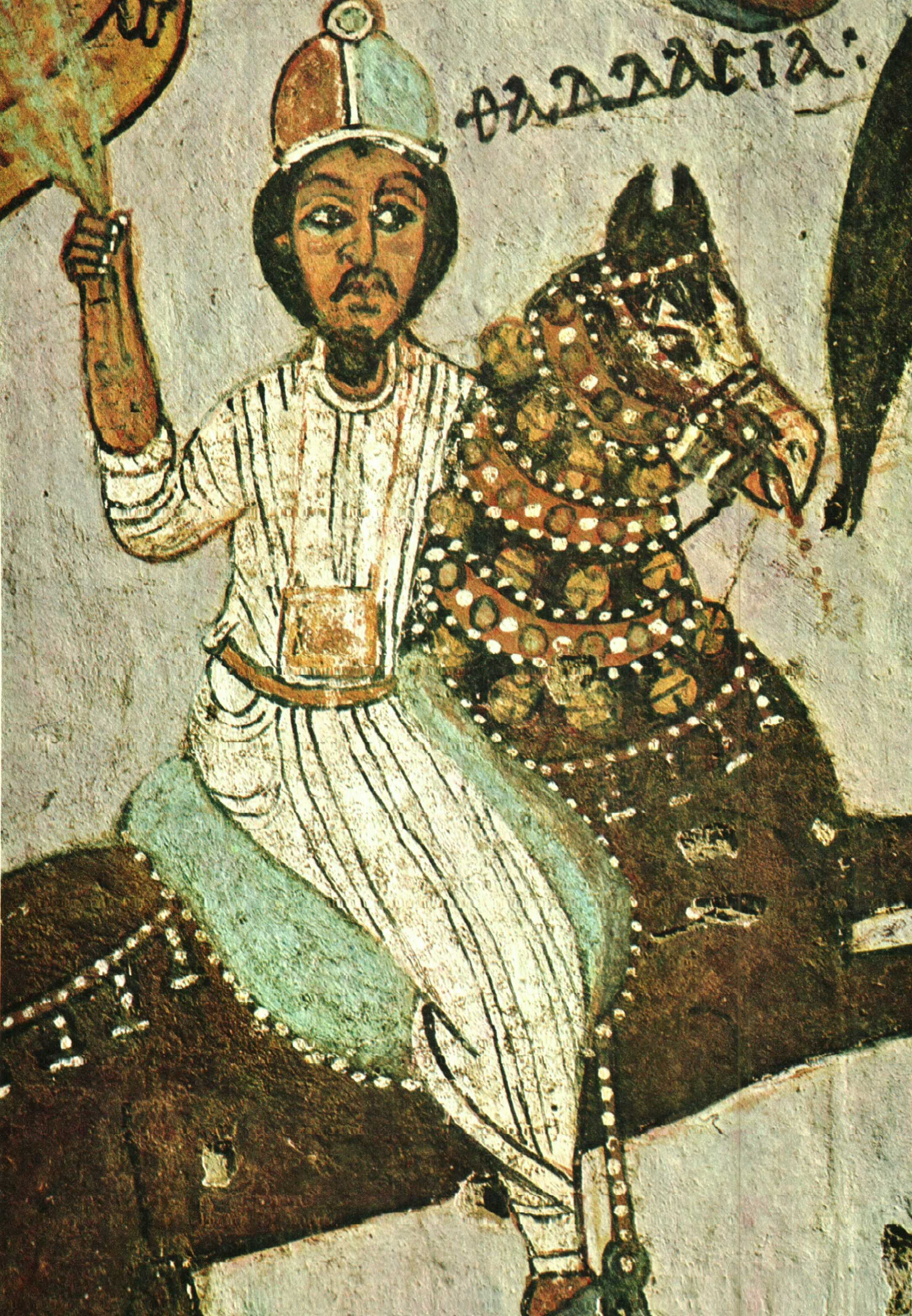
Волхвы на лошадях, Фарас (конец X-начало XI века)
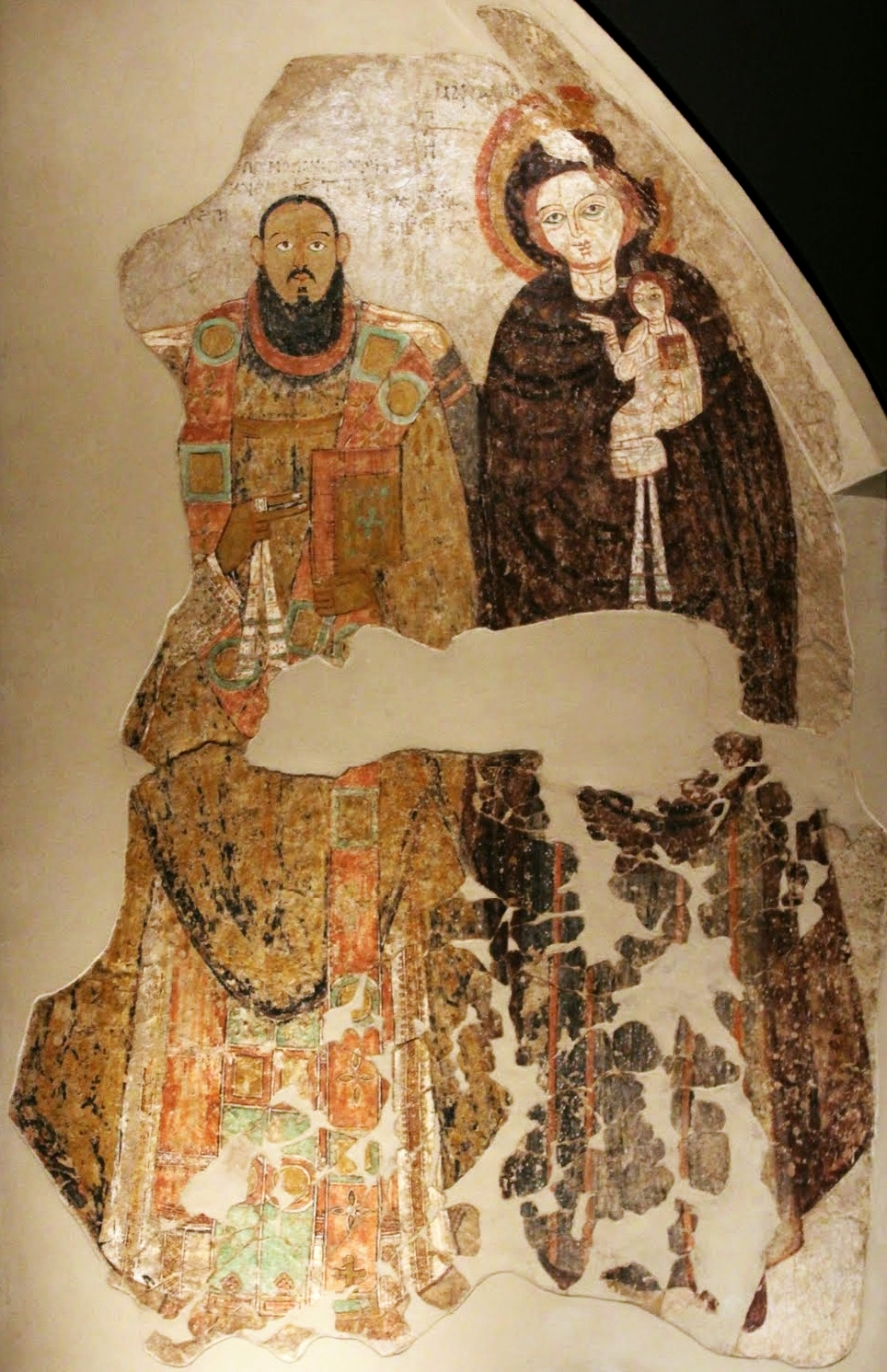
Епископ Марианос с Богородицей и младенцем Христом, Фарас (первая половина XI века)
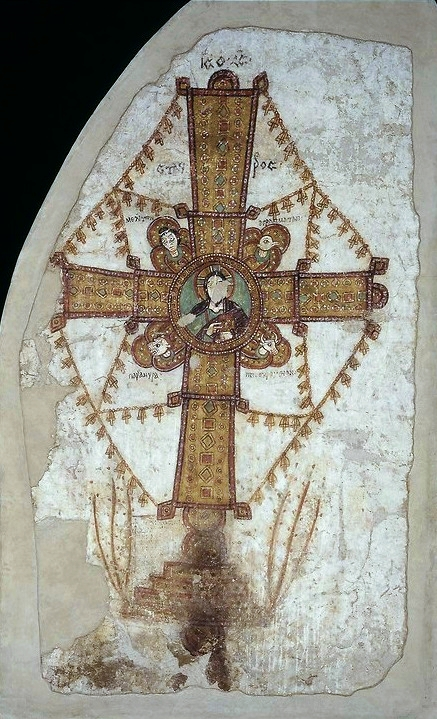
Сложный крест, Фарас (XI век)
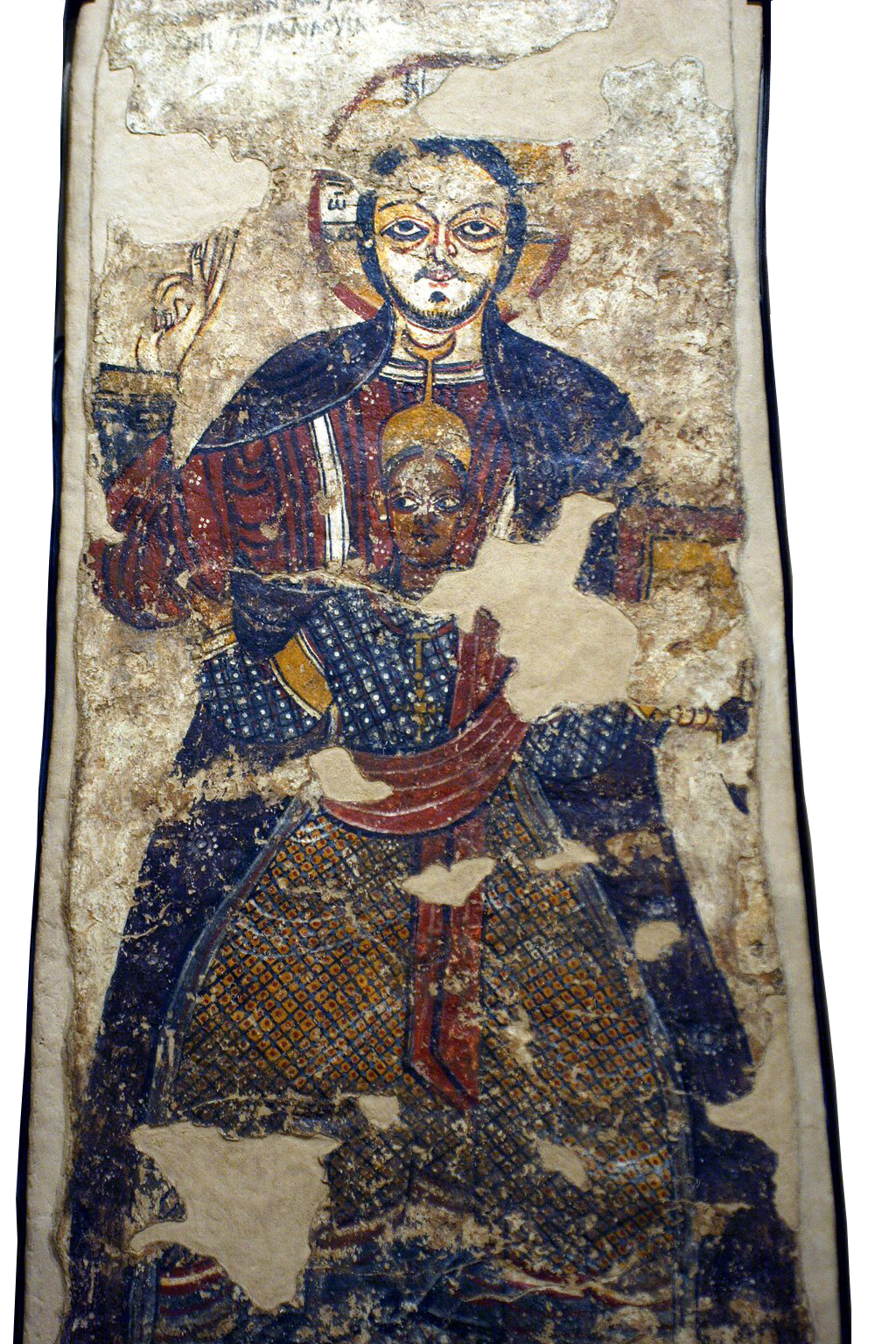
Нубийский сановник и Христос, Фарас (XII век)
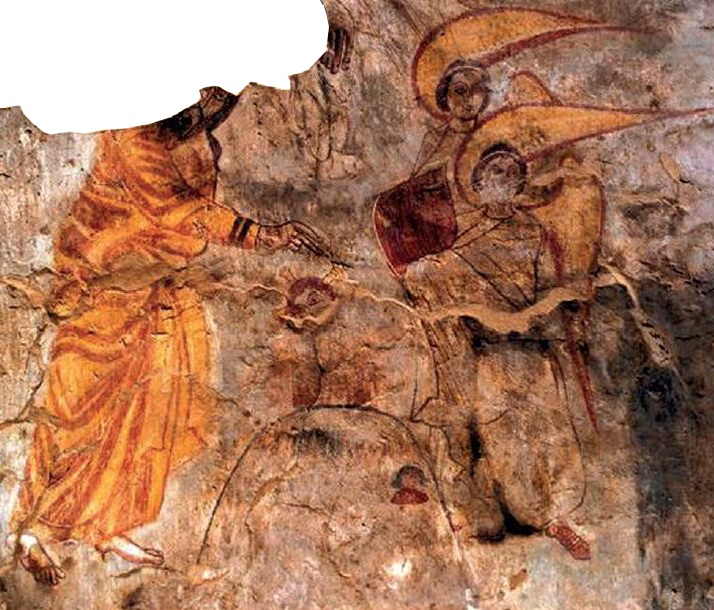
Крещение Христа, Старая Донгола (XII-XII вв.)
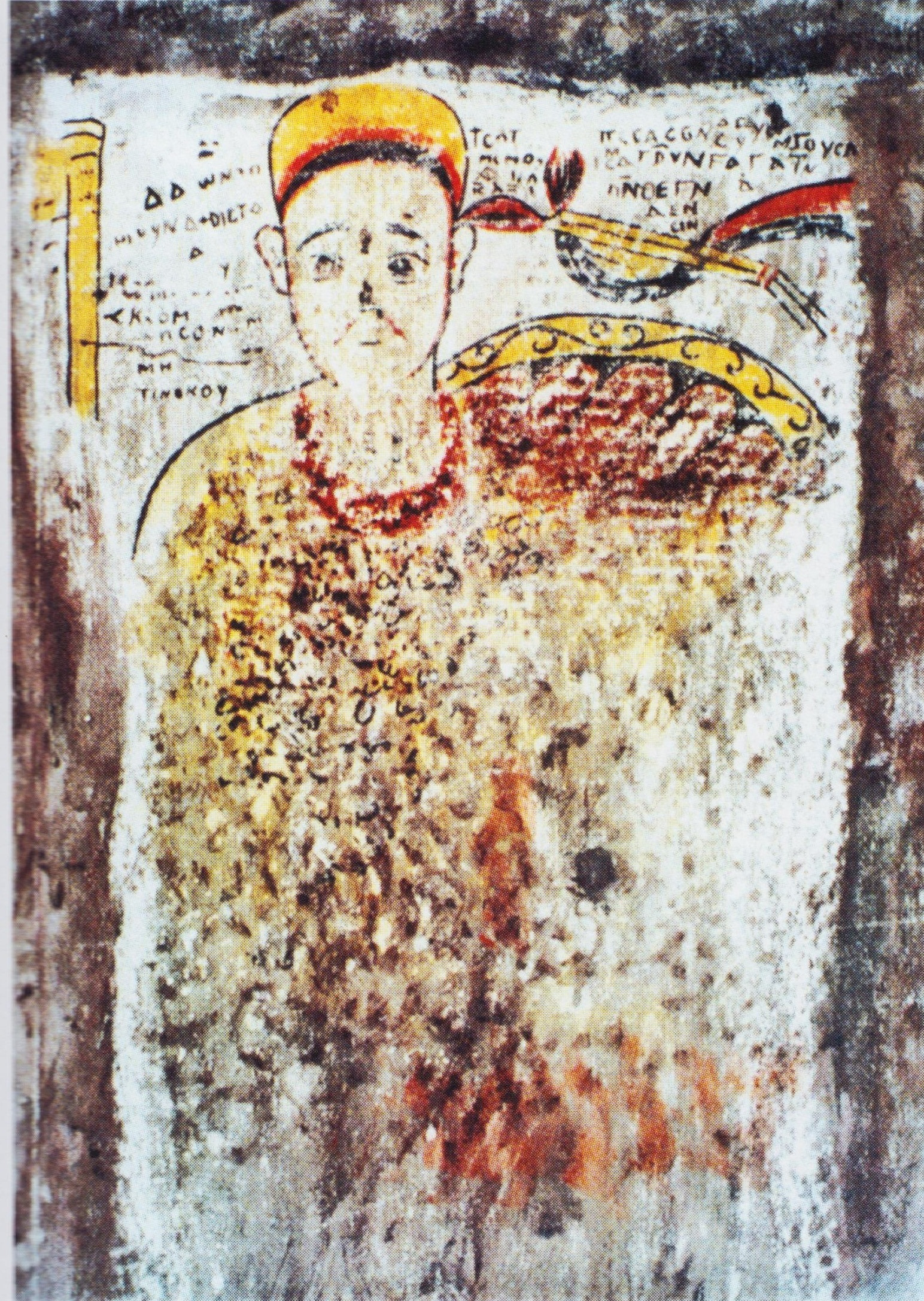
Святой воин, Мейнарти (конец XIII — середина XIV века)

#### Иллюстрации к рукописям

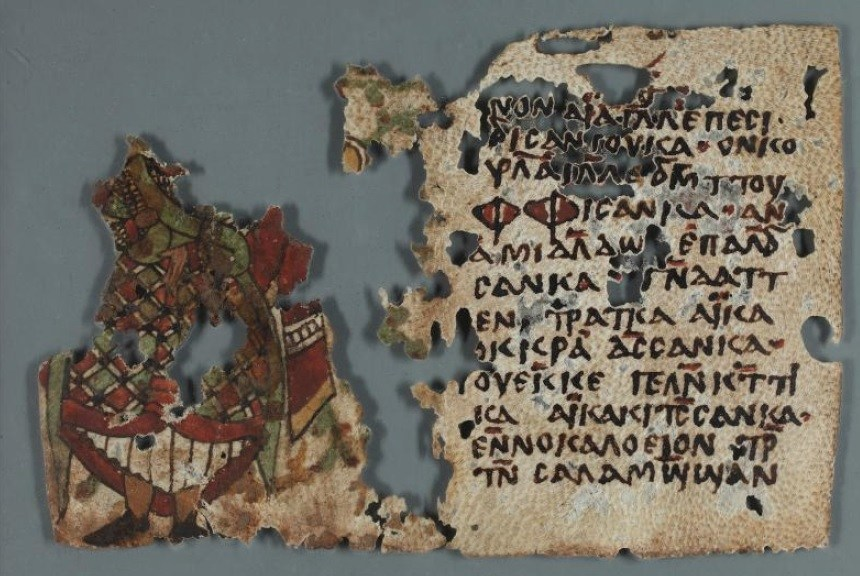
Старая нубийская рукопись из Серра Ист (973 г.) с изображением какого-то богато одетого человека
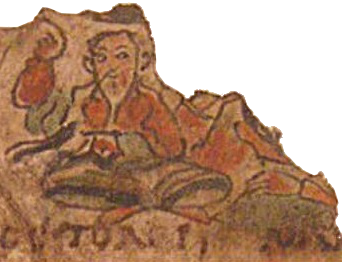
Фрагмент рукописи из Серра Иста с изображением сидящего мужчины
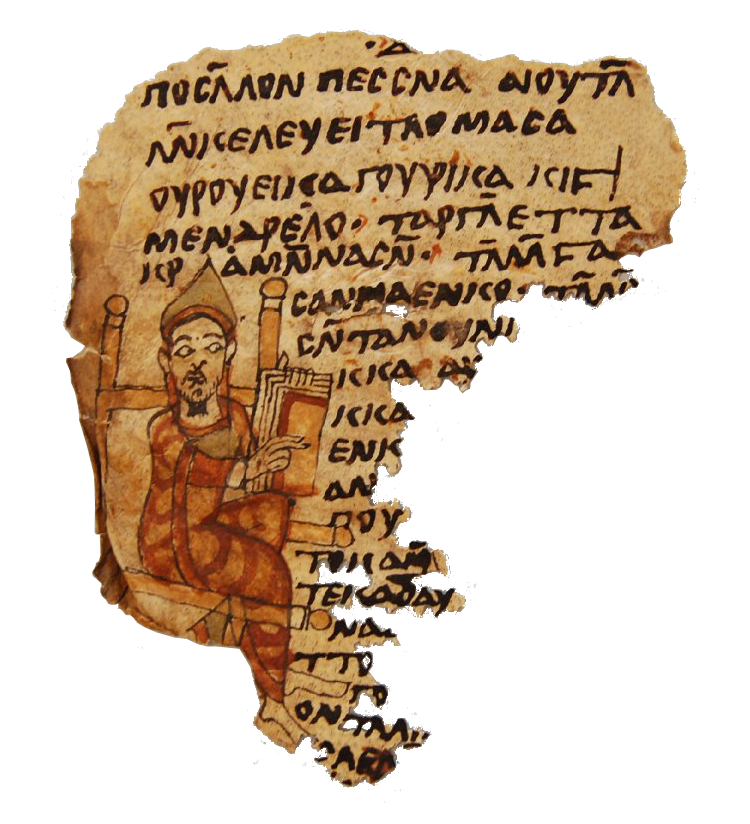
Старая нубийская рукопись из Каср Ибрима с изображением епископа
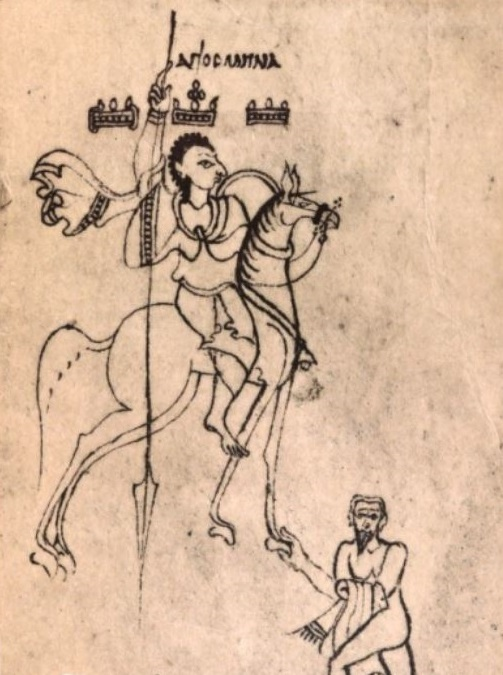
Святой Менас и лодочник на древненубийской рукописи, найденной в Эдфу

#### Керамика

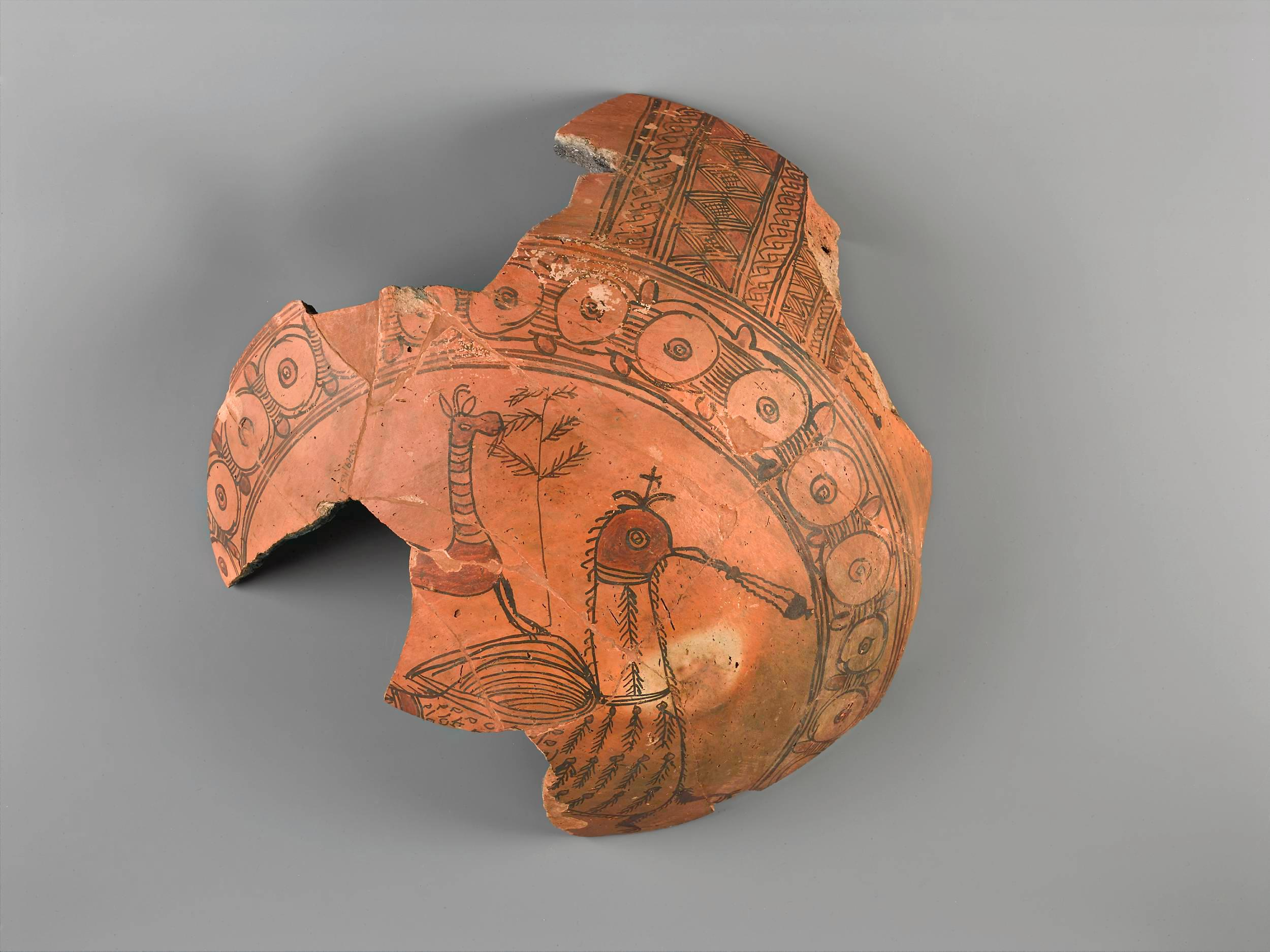
Фрагмент керамики из Фараса, примерно 900 год.

Нубийская керамика в этот период также примечательна. Шинни называет это «самой богатой местной гончарной традицией на африканском континенте». Ученые делят керамику на три эпохи.  Ранний период, с 550 до 650 по Адамсу или до 750 по Шинни, видел довольно простую керамику, похожую на керамику поздней Римской империи. Он также видел большую часть Нубийской керамики, импортированной из Египта, а не произведенной внутри страны. Адамс считает, что поставки закончились вторжением 652; Шинни связывает это с распадом государства Омейядов в 750 году. После этого увеличилось внутреннее производство, с крупным производственным комплексом в Фарасе. В эту среднюю эпоху, которая продолжалась примерно до 1100 года, керамика была расписана цветочными и зооморфными сценами и демонстрировала отчетливое омейядское и даже сасанидское влияния. В поздний период в Мукуррии внутреннее производство снова упало в пользу импорта из Египта. Керамика, произведенная в Мукуррии, стала менее богато украшенной, но лучший контроль температуры обжига позволил использовать различные цвета глины.

### Положение женщин

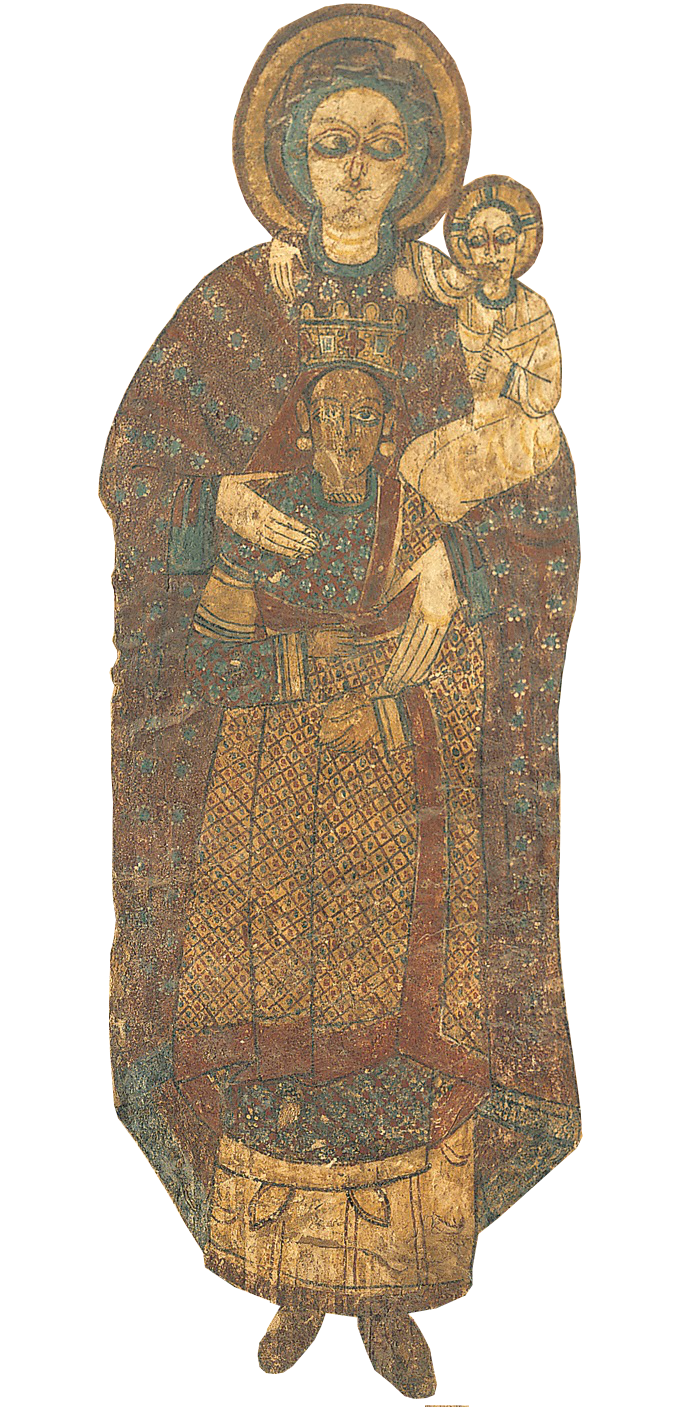
Мукуррская царевна, защищенная Богородицей с младенцем Христом, Фарас (XII век)

Христианское нубийское общество было матрилинейным, и женщины находились на высоким социальным положении. Преемственность в матрилине давала царице-матери и сестре правящего царя, как будущей царице-матери, большое политическое значение. Эта важность подтверждается тем фактом, что она постоянно фигурирует в юридических документах. Другим женским политическим названием была аста («дочь»), возможно, какой-то тип провинциального представителя.
Женщины имели доступ к образованию, и есть свидетельства того, что, как и в ромейском Египте, существовали женщины-писцы. Частное землевладение было открыто как для мужчин, так и для женщин, что означало, что они могли владеть, покупать и продавать землю. Передача земли от матери к дочери была обычным делом. Они также могли быть покровителями церквей и настенных росписей. Надписи из собора в Фарасе указывают на то, что вокруг каждой второй настенной живописи было женское изображение.

### Гигиена
Уборные были обычным явлением в нубийских жилых домах. В Донголе во всех домах были керамические туалеты. В некоторых домах в Серра Матто (Восточная Серра) были керамические туалеты, которые были соединены с небольшой камерой с выровненным каменным окном снаружи и кирпичной вентиляцией. Биконические кусочки глины служили эквивалентом туалетной бумаги.
Один дом в Донголе имел сводчатую ванную комнату, питаемую системой труб, присоединенных к резервуару для воды. Печь нагревала как воду, так и воздух, который циркулировал в богато украшенную ванную комнату через дымоходы в стенах. Считается, что в монастырском комплексе Хамбуколь была комната, служившая паровой баней. Монастырь Газали в Вади Абу Дом также мог иметь несколько ванных комнат.

## Управление

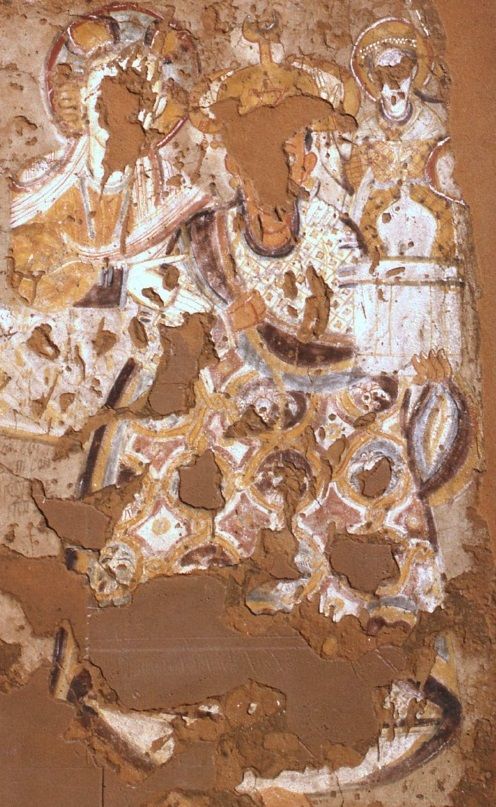
Епархия Нобатии

Мукурра была монархией, управляемая царём из Донголы. Царь также считался священником и мог проводить христианское богослужение. Как решался вопрос о преемственности, неясно. Ранние авторы указывают, что она передавалась от отца к сыну. Однако после XI века становится ясно, что Мукурра использовала систему «дядя-сын-сестра», которую тысячелетиями поддерживали в Куше. Шинни предполагает, что более поздняя форма, возможно, действительно использовалась повсюду, и что ранние арабские писатели просто неправильно поняли ситуацию и неправильно описали мукуррскую преемственность как подобную тому, к чему они привыкли. Коптский источник середины VIII века называет царя Кириака «православным абиссинским царем Мукуррии», а также «греческим царем», причём «абиссинец», вероятно, отражает миафизитскую коптскую церковь, а «грек» — диофизитскую ромейскую православную версию. В 1186 году царь Моисей Георг назвал себя "царём Алвы, Мукуррии, Нобатии, Далмации и Аксиомы.
Мало что известно о правительстве ниже царя. Упоминается широкий круг должностных лиц, обычно пользующихся ромейскими титулами, но их роли никогда не объясняются. Одна из фигур, которая хорошо известна благодаря документам, найденным в Каср-Ибриме, — это эпарх Нобатии, который, по-видимому, был вице-царём в этом регионе после его присоединения к Мукуррии. Из записей эпарха явствует, что он также отвечал за торговлю и дипломатию с египтянами. Ранние записи говорят о том, что эпарх был назначен царём, но более поздние указывают на то, что эта должность стала наследственной. Эта должность в конечном счёте стала должностью «повелителя лошадей», правящего автономным, а затем контролируемым Египтом Аль-Марисом.
Епископы, возможно, играли роль в управлении государством. Ибн Селим эль-Асуани отметил, что прежде чем царь откликнулся на его миссию, он встретился с советом епископов. Эль-Асуани описал высокоцентрализованное государство, но другие авторы утверждают, что Мукурра была федерацией из 13 княжеств, возглавляемых царём в Донголе. Неясно, какова была реальность, но Дотаво, заметно упомянутое в документах Каср-Ибрима, могло бы быть одним из этих княжеств.

## Религия

### Язычество

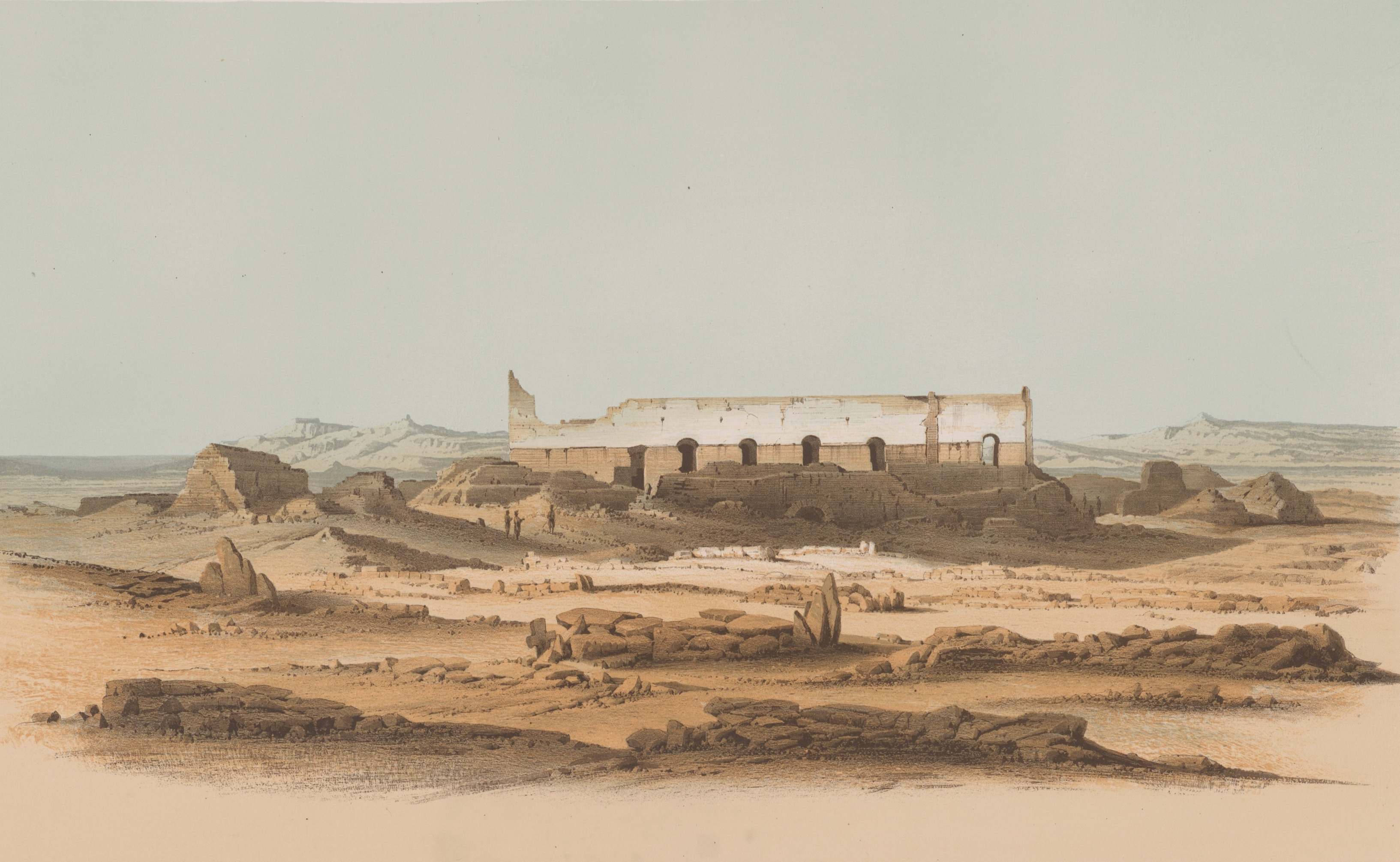
Остатки монастыря Газали на картине Карла Рихарда Лепсиуса середины XIX века

Одним из наиболее обсуждаемых вопросов среди учёных является религия Мукуррии. До V века старая вера Мероэ, по-видимому, оставалась сильной, даже в то время как древнеегипетская религия, её аналог в Египте, исчезла. В V веке нубийцы дошли до того, что начали вторжение в Египет, когда христиане попытались там превратить некоторые из главных храмов в церкви
.

### Христианство

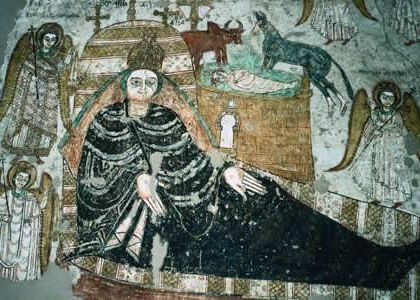
Картина из собора Фараса, изображающая рождение Иисуса Христа

Археологические свидетельства этого периода обнаруживают ряд христианских украшений в Нубии, и некоторые учёные считают, что это означает, что обращение снизу уже имело место. Другие утверждают, что они скорее отражают веру производителей в Египте, чем покупателей в Нубии.
Точное обращение произошло с серией христианских миссий VI-го века. Восточная Римская империя послала официальную делегацию, чтобы попытаться обратить царства в халкидонское христианство, но императрица Феодора, как сообщается, сговорилась задержать официальную миссию, чтобы позволить группе миафизитов прибыть первой. Иоанн Эфесский сообщает, что миафизиты успешно обратили царство Нобатию, но Мукурра и Алва не приняли миссию. Иоанн Бикларийский утверждает, что Мукурра и Алва тогда приняла официальную миссию империи. Археологические свидетельства, указывают на быстрое обращение, вызванное официальным принятием новой веры. Тысячелетние традиции, такие как строительство сложных гробниц и захоронение дорогих погребальных принадлежностей вместе с умершими, были оставлены, и храмы по всему региону, были преобразованы в церкви. Церкви в конце концов были построены практически в каждом городе и деревне.
После этого момента точный курс мукуррского христианства подвергается большим спорам. Понятно, что около 710 года Мукурра стала официально коптской и верной коптскому патриарху Александрии; царь Мукуррии стал защитником патриарха Александрии, иногда вмешиваясь в военные действия, чтобы защитить его, как это сделал Кириак в 722 году. В этот же период православная Мукурра поглотила коптскую Нобатию, историки долго гадали, почему государство-завоеватель приняло религию своего соперника. Совершенно очевидно, что египетское влияние было гораздо сильнее в регионе, а римская власть ослабевала, и это могло сыграть свою роль. Историки также расходятся во мнениях о том, был ли это конец православно-коптского раскола, поскольку есть некоторые свидетельства того, что православное меньшинство сохранялось до конца царства.

#### Церковная инфраструктура
Мукуррская церковь была разделена на 7 епископств: Калабша, Купта, Каср-Ибрим, Фарас, Сай, Донгола и Суэнкур. В отличие от Эфиопии, по-видимому, не было создано никакой национальной церкви, и все 7 епископов подчинялись непосредственно коптскому патриарху Александрии. Епископы назначались патриархом, а не царем, хотя они, по-видимому, в основном были местными нубийцами, а не египтянами.

#### Монашество

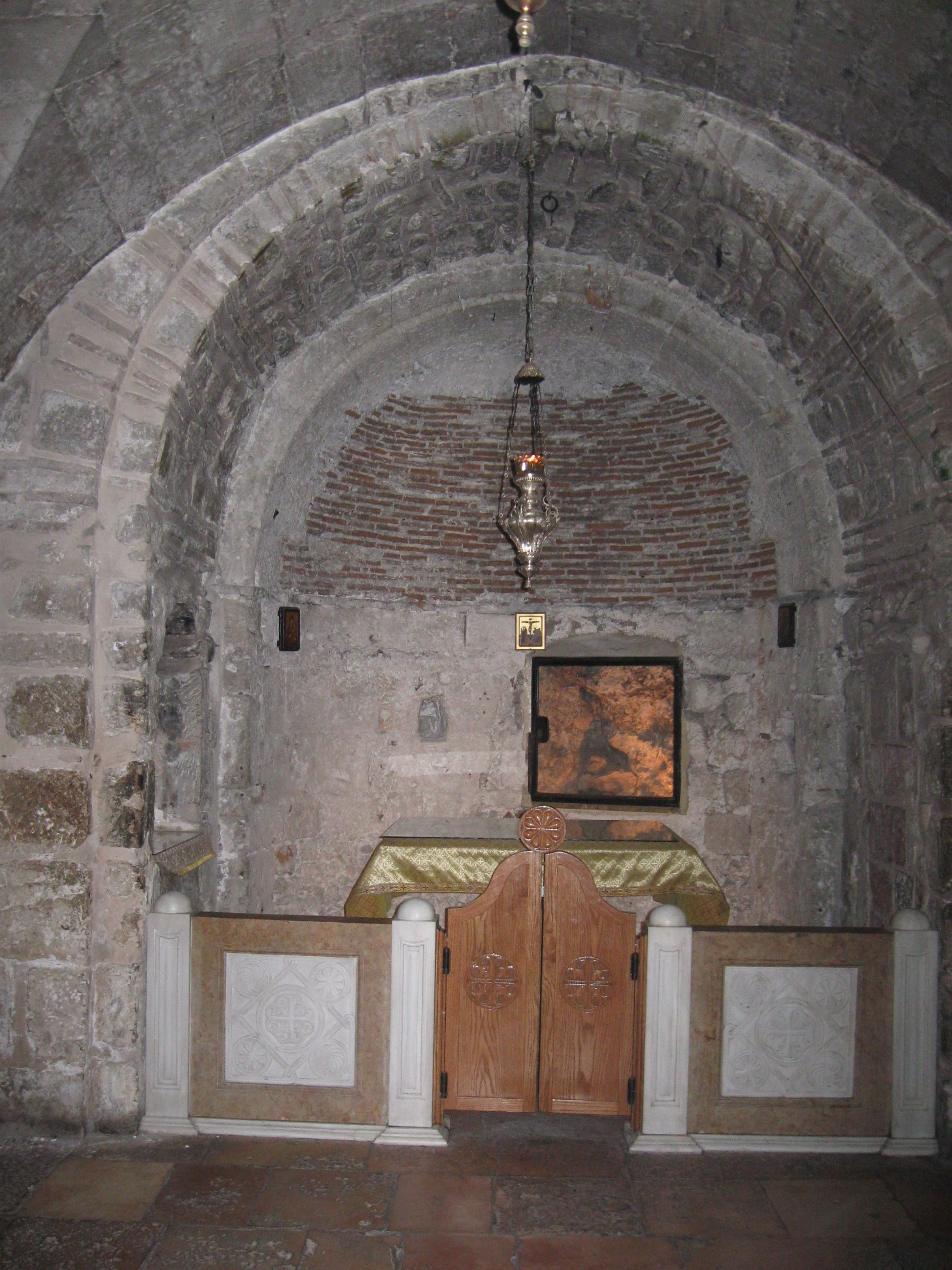
Адамова часовня в храме Гроба Господня в Иерусалиме, которая во время крестовых походов принадлежала нубийским монахам.

В отличие от Египта, в Мукуррии не так много свидетельств монашества. Согласно Адамсу, есть только три археологических объекта, которые, безусловно, являются монастырскими. Все три довольно маленькие и вполне коптские, что позволяет предположить, что они были созданы египетскими беженцами, а не коренными Мукуррцами. Начиная с X-XI века нубийцы имели свой собственный монастырь в египетской долине Вади-Натрун.

### Ислам

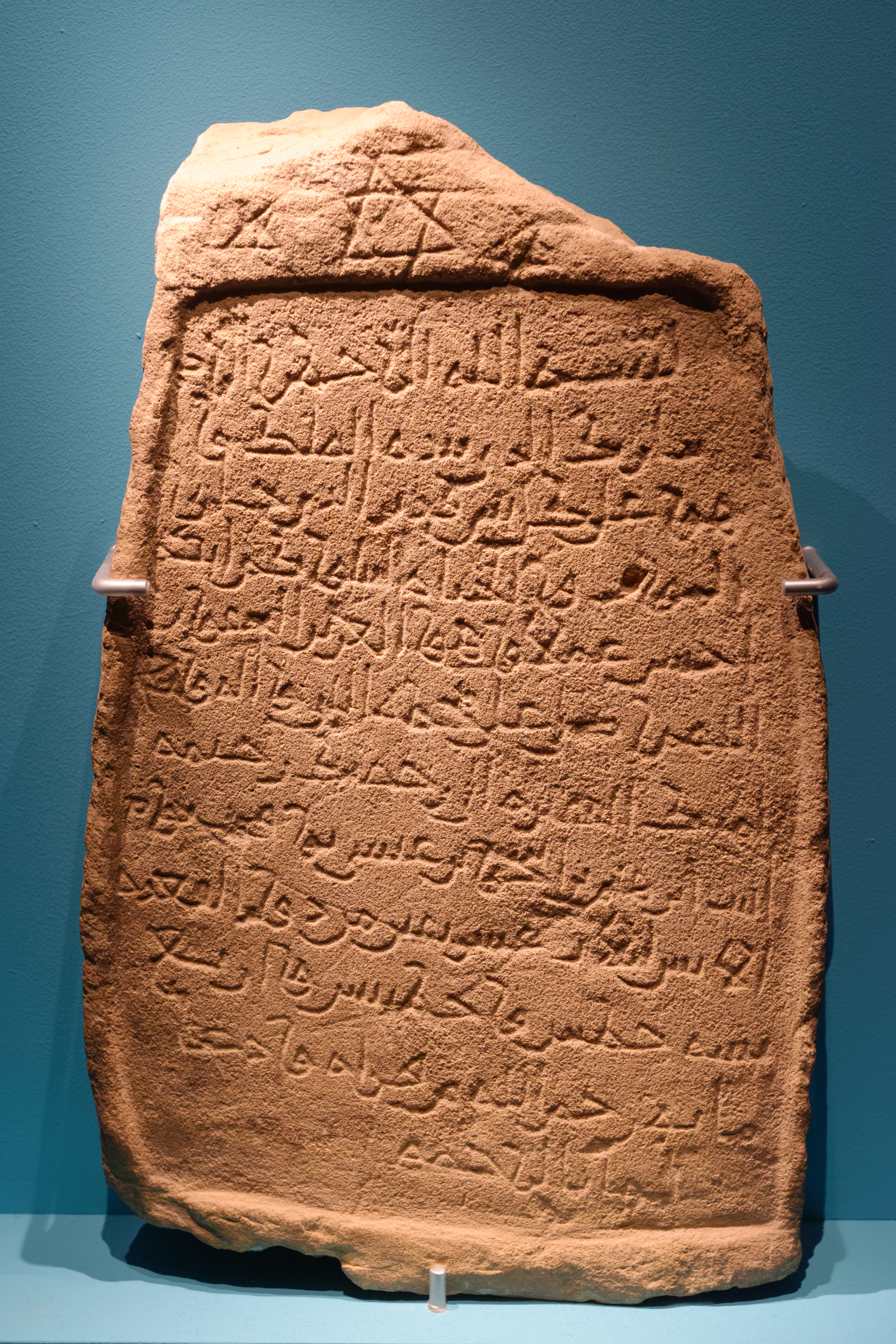
Мусульманское надгробие из Мейнарти (XI век)

Бакт гарантировал безопасность мусульман, путешествующих в Мукурру, но запрещал им селиться в царстве. Последний пункт, однако, не был поддержан: мусульманские мигранты, вероятно, торговцы и ремесленники,, как утверждается, поселились в нижней Нубии с IX века и вступали в брак с местными жителями, тем самым заложив основу для небольшого мусульманского населения далеко к югу до Батн-Эль-Хаджара. Арабские документы из Каср-Ибрима подтверждают, что эти мусульмане имели свою собственную общинную судебную систему, но все еще считали эпарха Нобатии своим сюзереном. Вполне вероятно, что у них были собственные мечети, но все же ни один из них не был идентифицирован археологически, за возможным исключением Джебель-адды.
В Донголе не было большего числа мусульман до конца XIII века. До этого момента мусульманские жители были ограничены купцами и дипломатами. В конце X века, когда Аль-Асвани пришел в Донголу, там все еще не было мечети, несмотря на то, что ее требовали в Бакте; он и около 60 других мусульман должны были молиться за пределами города. Только в 1317 году, после преобразования тронного зала Донголы Абдаллой Баршамбу, мечеть была твердо засвидетельствована. В то время как джизья, главный налог ислама, взимаемый с немусульман, был установлен после вторжения мамлюков в 1276 году, а Мукуррой периодически управляли мусульманские цари со времен Абдаллы Баршамбу, большинство нубийцев оставались христианами. Фактическая исламизация Нубии началась в конце XIV века, с приходом первых мусульманских проповедников, пропагандирующих суфийский ислам.

#### Упадок христианства и подъем ислама
Конец христианства в Мукуррии неясен. Шинни интерпретирует свидетельства с двух разных кладбищ, в районе Вади-Хальфа и в Мейнарти, чтобы заключить, что ислам присутствовал в Мукуррии в начале X-го века, "и кажется, что христиане и мусульмане, должно быть, жили в дружбе в течение нескольких столетий". Однако есть предположение, что христианская община ослабла: раскопки могилы епископа в Каср-Ибриме обнаружили два свитка, датированные 1372 годом, в которых записано его посвящение в Каире и разрешение на его интронизацию. Шинни приходит к выводу, что это "делает совершенно ясным, что христианство все еще имело значение", хотя "возможно, объединение этих двух епархий при одном епископе является отражением сокращения числа христиан в этом районе".
Нам предлагают взглянуть на проблемы, с которыми столкнулась местная церковь в конце из рассказа путешественника Франсишку Алвареша. Находясь при дворе императора Давида II в 1520-х годах, он был свидетелем посольства нубийских христиан, которые пришли к императору с просьбой о священниках, епископах и других персонах, отчаянно необходимых для сохранения христианства в их стране. Давид II отказался помочь, заявив, что принял своего епископа от патриарха Александрийского и что они тоже должны обратиться к нему за помощью.

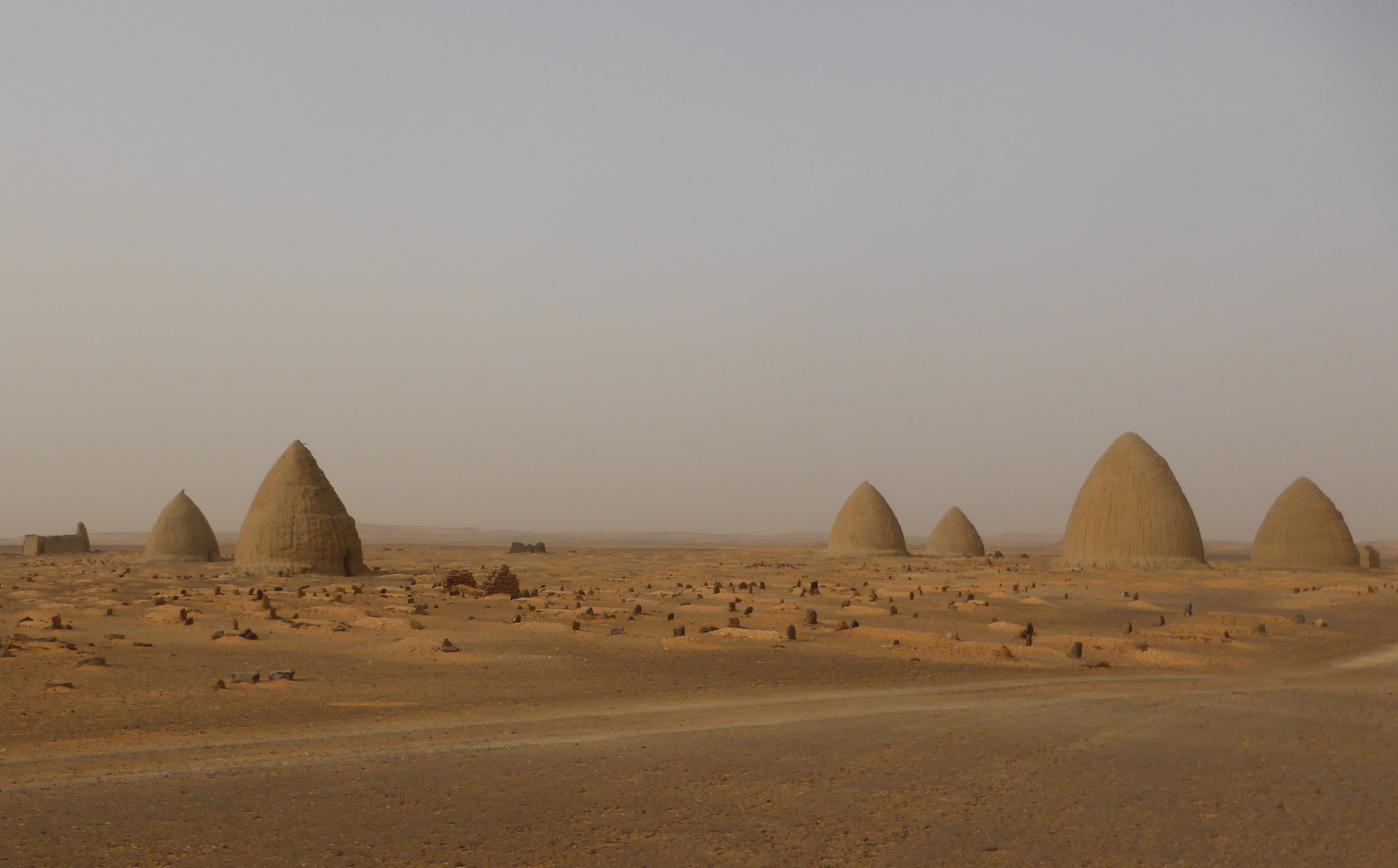
Куббас в Донголе

Исламизация началась там, где было сердце Мукуррии в конце XIV века, инициированная исламскими проповедниками, прибывшими с севера. В нижней Нубии исламизация началась столетием позже. Донгола, бывшая столица Мукуррии, к концу XVI века была практически лишена христиан. В тот же период мусульманские махаси-нубийцы и арабизированные группы из донгольского хребта начали селиться в Гезире, где они стали движущей силой исламизации бывшей алодийской глубинки. Изолированные христианские нубийские общины просуществовали до XIX века, возможно, даже до начала XX века. Кланы, которые исторически оставались христианскими, подвергались дискриминации и были вынуждены платить дань тем, кто принял ислам раньше, поскольку они считались полу-неверными. Принуждение к исламу с фактическим насилием не засвидетельствовано, по крайней мере, мусульманскими нубийскими правителями. В XVIII веке османы, с другой стороны, говорили, что они ведут войну против христианской деревни, чтобы заставить ее принять ислам. В церквях поздней эпохи, как правило, нет признаков грабежа и осквернения, за исключением разрушения черт лиц на фресках, скорее всего, из-за исламского аниконизма. Лишь незначительное меньшинство церквей было обращено в мечети. Христианизационные ритуалы, однако, пережили формальное обращение в ислам. Например, некоторые нубийские матери до сих пор "крестят" своих новорожденных детей, окуная их в Нил и крича: "я окунаю тебя в воду, окунаю во имя Иоанна". В некоторых деревнях христианские женские имена, такие как Елиса или Марта, все еще распространены.

## Экономика

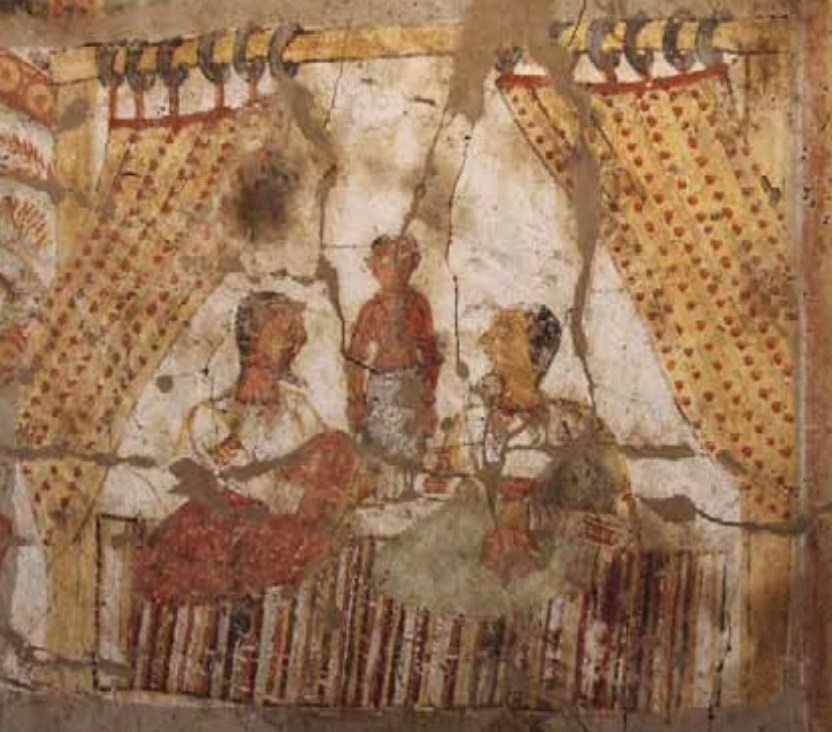
Сцена финансовых операций из Донголы (XII век)

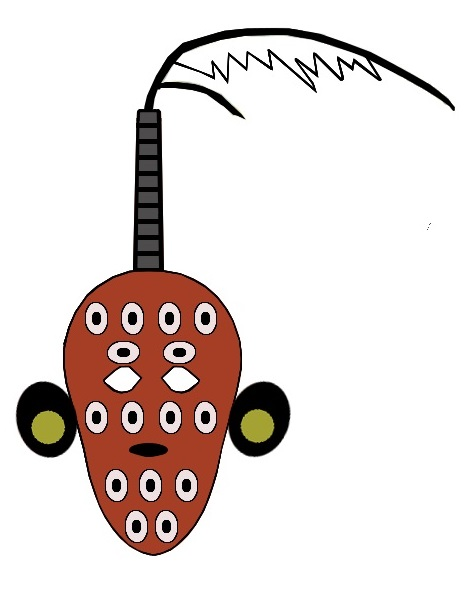
Мукуррская танцевальная маска, изображенная на фреске из Донголы.

Основной экономической деятельностью в Мукуррии было сельское хозяйство, где крестьяне выращивали несколько культур в год: ячмень, пшено и финики. Применяемые методы, как правило, были теми же самыми, что использовались на протяжении тысячелетий. Небольшие участки хорошо орошаемой земли были выстроены вдоль берегов Нила, которые должны были быть удобрены ежегодным разливом реки. Одним из важных технологических достижений были чигирь и водяное колесо, которые были введены в римский период и помогло увеличить урожайность и плотность населения. Модели расселения указывают на то, что земля была разделена на отдельные участки, а не как в системе Мероэ. Крестьяне жили в маленьких деревушках, состоящих из тесных домиков из высушенного солнцем кирпича.
Важные отрасли промышленности включали производство керамики, базирующейся в Фарасе, и ткачество, базирующееся в Донголе. Более мелкие местные отрасли промышленности включают кожевенную, металлообрабатывающую и широко распространенное производство корзин, циновок и сандалий из пальмового волокна. Важное значение имело также золото, добываемое на холмах Красного моря к востоку от Мукуррии. 
Скот имел большое экономическое значение. Возможно, его разведение и сбыт контролировались центральной администрацией. Большое скопление костей крупного рогатого скота XIII века из Старой Донголы было связано с массовым забоем вторгшихся мамлюков, которые пытались ослабить экономику Мукуррии.
Мукуррская торговля была в основном бартерной, поскольку государство никогда не принимало валюту. На севере, однако, египетские монеты были обычным явлением. Мукуррская торговля с Египтом имела большое значение. Из Египта ввозилось большое количество предметов роскоши и промышленных товаров. Главным предметом экспорта Мукуррии были рабы. Рабы, посланные на север, были не из самой Мукуррии, а скорее с юга и запада Африки. Мало что известно о торговле и отношениях Мукуррии с другими частями Африки. Имеются некоторые археологические свидетельства контактов и торговли с областями к западу, особенно с Кордофаном. Кроме того, контакты с Дарфуром и Канем-Борну представляются вероятными, но доказательств этому мало. По-видимому, между Мукуррой и христианской Эфиопией на юго-востоке существовали важные политические отношения. Например, в X веке Георгий II успешно вмешался от имени неназванного в то время правителя и убедил Патриарха Филофея Александрийского наконец рукоположить Абуну, или митрополита, для Эфиопской православной церкви. Однако существует мало свидетельств о каком-либо ином взаимодействии между двумя христианскими государствами.

## Другие источники
- Eger, Jana. The Land of Tari and Some New Thoughts on Its Location // The Archaeology of Medieval Islamic Frontiers: From the Mediterranean to the Caspian Sea (англ.). — University Press of Colorado[англ.], 2019. — ISBN 978-1607328780.
- Godlweski, Wlodzimierz. The Rise of Makuria (late 5th-8th cent.) // Nubian Studies. 1998. Proceedings of the Ninth International Conference of Nubian Studies, August 20–26 (англ.) / Timothy Kendall. — Northeastern University, 2004. — P. 52—72. — ISBN 0976122103.
- Innemée, Karel C. Monks and bishops in Old Dongola, and what their costumes can tell us (англ.) : journal. — 2016.
- Pachoras, Faras, The wall paintings from the Cathedrals of Aetios, Paulos and Petros (англ.) / Jakobielski, Stefan et al.. — 2017. — ISBN 978-83-942288-7-3.
- Martens-Czarnecka, Małgorzata. The Wall Paintings from the Monastery on Kom H in Dongola (англ.). — 2011. — ISBN 978-83-235-0923-3.
- Seignobos, Robin. Les évêches Nubiens: Nouveaux témoinages. La source de la liste de Vansleb et deux autres textes méconnus // Nubian Voices II. New Texts and Studies on Christian Nubian Culture (фр.) / Adam Lajtar; Grzegorz Ochala; Jacques van der Vliet. — Raphael Taubenschlag Foundation, 2015. — ISBN 8393842573.
- Seignobos, Robin. La liste des conquêtes nubiennes de Baybars selon Ibn Šadd ād (1217 – 1285) // Aegyptus et Nubia Christiana. The Włodzimierz Godlewski Jubilee Volume on the Occasion of his 70 th Birthday (фр.) / A. Łajtar; A. Obłuski; I. Zych. — Polish Centre of Mediterranean Archaeology, 2016. — P. 553—577. — ISBN 9788394228835.
- Then-Obłuska, Joanna. Royal ornaments of a late antique African kingdom, Early Makuria, Nubia (AD 450–550). Early Makuria Research Project (англ.) // Polish Archaeology in the Mediterranean : journal. — 2017. — Vol. 26/1. — P. 687—718.
- The Political Context of the Egyptian Gold Crisis during the Reign of Saladin
- Wozniak, Magdalena. L'influence byzantine dans l'art nubien (неопр.).
- Wozniak, Magdalena. Rayonnement de Byzance: Le costume royal en Nubie (Xe s.) (фр.).
- Wozniak, Magdalena. The chronology of the eastern chapels in the Upper Church at Banganarti. Some observations on the genesis of "apse portraits" in Nubian royal iconography (англ.). — 2016.